# 2020年—2022年馬來西亞政治危機
2020年－2022年馬來西亞政治危機，又称「喜来登政变」，是指2020年2月21日至2022年11月24日，馬來西亞執政黨希望聯盟政府与后继的國民聯盟政府所發生的執政危機導致出現政權輪替。

## 背景及关键人物
2018年5月9日，马来西亚國會举行第14届马来西亚下议院选举。由人民公正黨、民主行動黨、土著團結黨和國家誠信黨所組成的希望聯盟，成功終結國民陣線自馬來西亞獨立以來近61年的政權，實現馬來西亞聯邦政府首次政黨輪替。希望聯盟與其盟友取得國會222席中的122席而馬哈迪則二度擔任马来西亚首相。
2019年1月，彭亨蘇丹阿都拉擔任第十六任馬來西亞最高元首，在2020年－2022年马来西亚政治危机中扮演重要角色。在認爲慕尤丁獲得多數國會下議院過半議員支持后，他透過马来西亚最高元首的憲制權力任命慕尤丁接替辭職的馬哈迪擔任新一任馬來西亞首相。
2020年－2022年马来西亚政治危机中，马哈迪·莫哈末是土著团结党总裁兼希望聯盟名誉主席及第七任马来西亚首相。其在1981年至2003年期间作为巫统及国民阵线领袖担任第四任首相，被称为“马来西亚现代化之父”，是在位时间最长的马来西亚首相。2016年，因第六任首相纳吉的1MDB丑闻而离开巫统并成立反对党土著团结党，并加入希望聯盟，最终在2018年赢得大选成为第七任首相，以92岁高龄拜相成为世界上最年长的政府首脑。
2020年－2022年马来西亚政治危机中，安华是人民公正党实际领袖。1993年至1998年间曾是马哈迪副手，担任马来西亚第七任副首相，一度被视为马哈迪的接班人。在1997年亚州金融危机期间，其主张紧缩政策与马哈迪意见相左，之后因腐败等指控罪名被开除党籍并在1999年入狱，入狱前，其成立了今天人民公正党的前身国民公正党。2004年其上诉成功被无罪释放，并组建反对党联盟，但于2014年再度因鸡奸罪而被纳吉政府判决监禁。2018年希望联盟执政后，安华被特赦出狱。依照之前联盟内部达成的协议，安华将作为马哈迪的接班人，在两至三年内接替首相一职。
阿兹敏，原人民公正党署理主席，于1987年由时任马来西亚首相马哈迪介绍给时任教育部长安华，直至1998年前一直担任安华的政治秘书。1998年，安华被马哈迪开除后，随安华脱离巫统，走上街头展开烈火莫熄运动。1999年安华入狱后，阿兹敏与安华妻子旺阿兹莎等人一同创立人民公正党的前身国民公正党，并在大选中成功当选州议员。2014年成为雪兰莪州州务大臣。2018年大选前，阿兹敏在内的希盟各领导人物与马哈迪和解，接纳土著团结黨共同应对大选。于胜选后，阿兹敏进入中央，担任经济事务部长一职。
慕尤丁是土著团结党主席也曾经担任巫统署理主席。并在2009-2015年间担任第六任马来西亚副首相兼教育部长。慕尤丁在任期间废除马哈迪担任教育部长任期时推行的英语教数理政策并坚持“马来人优先”。
2015年，慕尤丁因批评第六任首相纳吉的1MDB丑闻被解职并在2016年被开除党籍。
2016年，慕尤丁等因批评1MDB丑闻而被开除的前巫统成员与马哈迪共同成立土著团结党，并于在2018年马来西亚大选赢得选举后担任内政部长。

### 交棒日期未定
2018年马来西亚大选前，马哈迪曾与希望聯盟高层达成协议，若胜选则由马哈迪担任马来西亚首相，尽快特赦人民公正党实权领袖安华，并承诺在两年内将马来西亚首相一职交棒给安华。
2018年马来西亚大選後，馬哈迪指令特赦局著手處理安華的特赦事宜，並使安华於2018年5月15日在得到马来西亚最高元首特赦後重獲自由。出獄之後，安华正式加入希望聯盟黨主席理事會，成為執政聯盟領導之一。2018年10月13日，安華在波德申补选獲勝，重新當選國會下議員，為代替馬哈迪成為下一任马来西亚首相鋪路。不過希望聯盟在2018年马来西亚大选前並沒訂下明確的馬哈迪交棒日期。2018年马来西亚大选後，馬哈迪最初聲稱會在希望联盟執政兩年後交棒，後來數次更改承諾的交棒時限，最後一次是決定在2020年11月的亞太經濟合作組織峰會之後交棒。巫统和伊斯兰党的聯合土著团结党及部分人民公正党議員共組“國民联盟”的謠言開始浮現。

### 公正黨派系鬥爭
2018年马来西亚大选中，希望聯盟赢得大选，安华随即获得特赦重归政坛。安华与人民公正党名誉主席的妻子旺阿兹莎联合，2018年10月13日，安华以希望联盟的人民公正党旗帜，成功在波德申补选中胜出。之后在11月的人民公正党选举中， 安华正式担任公正党主席，成为该党真正的「实权领袖」，时任马来西亚首相马哈迪也承诺，会在两年内交权给安华。与此同时，与安华同属政党的阿兹敏阿里则在署理主席之战中，击退亲安华派的拉菲兹，成功担任署理主席职位，两人在公正党内形成两大势力。
2019年6月13日，马来西亚媒体之间流传「男男性爱的短片」，引发政治风波。短片内显示，一名貌似阿兹敏的人士与另一名男主角发生性行为，但时任首相马哈迪力挺阿兹敏，称短片可能造假，而且具有政治意图。安华派系对阿兹敏立场非常强硬，促请他应该告假接受调查或辞职，安华也发出“若真的涉及就该辞职”，让两人关系进一步破裂，正式为2020年－2022年马来西亚政治危机埋下导火索。自此之后，阿兹敏的立场开始改为力挺马哈迪担任马来西亚首相直到期满为止。
2019年11月，希望聯盟在柔佛2019年丹绒比艾补选惨败后，阿兹敏在布城的官邸召见22名巫统和5名公正党国会议员。尽管没有公布会见内容，但这也让阻挡安华任相和组织后门政府的消息不胫而走。
2019年12月7日举行的人民公正党大会中，安华与阿兹敏的派系出席党大会，准备提出休战。但是，安华在大会上发表致词时引用马六甲王朝叛徒的历史典故，指内斗导致马六甲王朝被葡萄牙人侵略，让人民公正黨的党员将矛头指向阿兹敏，引发阿兹敏的派系强烈不满，并拉大队集体离席，期间更发生冲突事件。2019年12月8日，阿兹敏在创党地点吉隆坡万丽酒店举行的千人晚宴上指出，心痛过去20年来一直为人民公正黨奋斗，但在20年后的2019年12月7日却被指背信弃义。安华与阿兹敏正式公开翻脸，两派阵营均不愿向另一派妥协。
随后安华的派系要求马哈迪实践承诺，尽快公布退位日期，让安华担任马来西亚首相。阿兹敏的派系则是保相立场，支持马哈迪继续担任马来西亚首相，并不断在担任马来西亚首相的议题上与安华针锋相对。
2020年2月23日，阿兹敏与敌对阵营的在野党联盟国阵、马华公会、伊斯兰党和巫统领袖，在八打灵再也的喜来登酒店进行会面，其中张发虎也参与其中。
人民公正党领袖以阿兹敏企图夺权和组织后门政府的背叛行为，宣布2020年2月24日开除阿兹敏和支持他的祖莱达党籍。阿兹敏随后率领10名人民公正党议员出走， 阿兹敏与安华正式决裂。2020年2月28日，阿兹敏率领10名的国会议员正式加入土著团结党，改为支持慕尤丁担任马来西亚首相。

### 政变原因

#### 马哈迪辞职原因
2020年5月11日，前首相马哈迪·莫哈末在他的个人脸书专页上发表影片解释他为何会辞去马来西亚首相一职。
|                                                      | 女士们、先生们，我发现许多人不明白我为什么辞职。实际上，我辞职是因为我的政党拒绝了我，他们做出的决定违反了我的建议，这意味着该党失去了对我的信任。因为我的政党的行为，在那种情况下这也就是为什么我不能再继续担任土著团结党的总裁。我认为，土团党退出希望联盟的提议没有基础。在星期五的希盟主席理事会会议上，我得到了他们全力的支持，他们也同意我可以自由决定何时辞职。当会议做出这项决定后，我得到了希盟的全力支持。我告诉慕尤丁，既然我得到了希盟的全力支持，那我退出希盟的理由是什么？如果出于其他原因，那就再等一会儿才考虑离开希盟。但是慕尤丁认为我们今天就必须离开希望联盟，否则马来人将会被行动党摧毁。但是我不认为马来人会这么容易被行动党摧毁。这也是为什么我说再等一会儿才考虑是否退出希盟，因为希盟是赢得选举的政党。在希盟的支持下，我们在选举中获胜。 我们不应突然要推翻希盟，并与失败的政党站在一起。涉及腐败、盗取国家金钱等活动的政党。我们拒绝了我们自己的政党，转而与失败的政党站在一起，更何况这个政党是纳吉所领导的政党。但是，他们不接受我的意见，最终退出了希望联盟。我深思熟虑后认为，如果我的党拒绝了我，我不得不辞职。这就是为什么我辞去了希望联盟主席和马来西亚首相一职。这之后有很多人来找我，要求我重新担任回土团党总裁一职，因此我回锅担任土团党总裁，但同时已经不再是希望联盟主席。这是因为我们离开了希望联盟，而希盟政府也因为我们的退出而垮台了。 |
| ——马哈迪·莫哈末，2020年5月11日发表的视频谈话（汉译） | |

#### 慕尤丁细节
2022年10月30日，慕尤丁在Facebook发文驳斥马哈迪责怪他在背后捅刀的指控，并透露他在政变初期的细节。
|                                              | 在2020年2月24日，也就是马哈迪辞去首相职务的当天，我在他（马哈迪）的住家与他会面。当时马哈迪并没告诉他有意辞职。在我回家后，我收到马哈迪的信，他告诉我，他要辞去土团党主席、首相以及在政府担任的所有职务。同一时间，马哈迪的辞呈被送往国家王宫。对于马哈迪辞职一事，我感到非常惊讶。赶紧去他家说服撤回辞职。然而，他坚持继续他的意图。 当天下午，土团党、伊党、巫统、砂政党联盟和民兴党的领袖聚集在马哈迪的家中，劝说马哈迪撤回辞呈。不幸的是，马哈迪仍然很固执，为何马哈迪要辞职？他给我的辞职信中给出的理由是，他不再得到党最高委员会的支持。前一天，土著团结党最高理事会决定离开希望联盟。他辞职是因为他对土团党退出希盟的决定感到不满。 事实上，马哈迪已经开始了一项脱离希望联盟的运动。当希盟主席理事会在2020年2月21日的会议上，议决继续支持马哈迪当首相时，马哈迪在最后一刻U转。在此之前，如果我们记得，希盟的数个政党敦促马哈迪下台，以便让安华被任命为首相。在希盟主席理事会决定继续支持马哈迪担任首相后，马哈迪试图说服土团党最高理事会，以便继续留在希盟，但土团党最高理事会几乎一致反对。做出这个决定是因为土团党认为，土团党正在失去马来人的支持，因为希盟中一些政党的行为，尤其是行动党未能保护我国穆斯林和多元种族社区的敏感性。 尽管对土团党最高理事会的决定感到失望，但马哈迪不应该辞职。因为当时有138份来自土团党、公正党、伊党、国阵、砂政党联盟、沙团结党以及民兴党的国会议员签署宣誓书支持马哈迪担任首相。我是签署宣誓书支持他担任首相的国会议员之一。这意味着即使土团党离开了希盟，他作为首相的职位永远不会受到影响。因此，如果首相辞职，必须由国家元首根据联邦宪法第43（2）条款任命新首相。 随着马哈迪辞去土团党主席一职，我作为党主席主持了一次特别的最高理事会会议。会议一致决定重新提名马哈迪继续担任首相。所有土团党国会议员已被命令支持马哈迪。当时伊党主席和巫统主席建议我接受提名为首相。但我拒绝了提名，因为该党的决定是支持马哈迪。当所有国会议员被国家元首传召决定首相人选，我已对马哈迪表示支持。不幸的是，马哈迪未能获得多数议员支持，而之前签署宣誓书的大部分国会议员决定撤回对他的支持。因此，根据联邦宪法，他不能再被任命为首相。另一位首相候选人安华也未能获得多数人的支持，无法获委任为首相。就在那时，伊党和巫统的人曾与我接触，他们表示支持我担任首相，因为他们说这是拯救国家免于不确定性的唯一方法。 为了表达对马哈迪的尊重，我与他会面并寻求支持。他（马哈迪）告诉我，如果我能得到大多数议员的支持，他准备支持我担任首相。我告诉他，愿上苍保佑，我会获得大多数支持；然而，他再次U转，提名他自己为首相与我作战。 |
| ——慕尤丁，2022年10月30日Facebook贴文（汉译） | |

## 第一阶段：希望联盟政权倒台

### 2020年2月21日

#### 希望联盟主席理事會達成交棒共識
2020年2月21日，希盟3個成員黨宣稱在針對首相馬哈迪移交職權給公正黨主席安華的課題達成共識，並促成了“交棒配套”。這3個成員是公正黨、行動黨以及誠信黨，但不包括土團黨，土團黨要求馬哈迪做滿一屆。根據這個交棒配套，一旦馬哈迪願意在今年底交棒，在交棒過渡期間，安華將入閣取代夫人旺阿茲莎出任副首相。希盟將獻議委任馬哈迪入閣，或出任內閣資政，但前提是馬哈迪必須宣布明確的交棒日期，以穩定希盟和國內政局。
希盟主席理事会在深夜召开会议，讨论将权力从马哈迪手中移交职权给安华，后者在2018年选举前被承诺成为 "候任首相"。据报道，安华向马哈迪让步，允许后者选择在11月的亞太經濟合作組織峰會后辞去首相职务的日期。然而，报道称，在讨论马哈迪的离职日期时，会议气氛紧张而激烈。5月下旬，一盘泄露的会议录音带显示，土团党青年团长赛沙迪和人民公正党署理主席阿兹敏警告马哈迪，如果他同意这项安排，他将成为一个 "跛脚首相"。人民公正党的安华支持者认为，安华应该在最初承诺的2020年5月9日希盟赢得选举后的两年期限内成为首相。

### 2020年2月22日

#### 安华不否认会议出现紧张气氛
安华不否认于2020年2月21日召开的会议中，就交棒一事的讨论出现紧张气氛，但他表示出现紧张是正常的事，每个人在会议中都有言论自由。此外，他也表示交棒的“适当的时间”将由首相马哈迪决定。

### 2020年2月23日

#### 朝野政黨召開會議
2020年2月23日，朝野政黨紛紛召開會議。土团党在其位于八打灵再也的雪兰莪基金会大厦总部，巫统的国民共识派系议员和伊党议员在彭亨州贞德拜的度假村出席干训营，巫统最高理事会在在吉隆坡太子世界贸易中心，以及砂盟国会议员在丽斯卡尔顿酒店。
公正党署理主席兼经济事务部长阿兹敏也在八打灵再也的喜来登酒店与党内几位国会议员和其他20人举行了会议，有传言称正在组建一个新的执政联盟。该活动在当地媒体上被广泛报道为“喜来登行动（政变）”（Langkah Sheraton）。
| 政黨       | 派系       | 會議地點                       | 時間                  | 動向 | 出席者 |
| ---------- | ---------- | ------------------------------ | --------------------- | ---- | ------ |
| 土著團結黨 |            | 土團黨總部                     | 上午11時至下午2時50分 |      |        |
| 人民公正黨 | 阿茲敏派系 | 八打靈再也喜來登酒店           | 上午10時              |      |        |
|            | 安華派系   | 泗岩末安華住宅                 |                       |      |        |
| 巫統       |            | 吉隆坡太子世界貿易中心巫統總部 | 下午3時               |      |        |
| 砂盟成員黨 |            | 吉隆坡麗斯卡爾頓酒店           | 下午3時               |      |        |

#### 六党领袖觐见最高元首
土团党主席慕尤丁、公正党署理主席阿兹敏、巫统主席阿末扎希、伊斯兰党主席哈迪阿旺、土保党主席阿邦佐哈里（砂拉越首长）和民兴党主席沙菲益阿达（沙巴首长），傍晚在国家皇宫觐见最高元首苏丹阿都拉。 跟据推测，领袖们在那里向最高元首汇报了最近的政治发展； 组建新的联合政府并宣布支持新首相，有效地阻止了公正党主席安华的接任。会后，部分反对党领袖包括巫统的依斯迈沙比里和伊党的哈迪阿旺等人，与阿兹敏支持者出席喜来登酒店的闭门晚宴。此外，据首相马哈迪的助理透露，马哈迪并没有觐见元首，他在主持土团党最高理事会会议后就已回家休息。
安华在其住所进行夜间祈祷的脸书直播时说，有人告诉他涉及“土团党的前朋友和公正党的一小撮人”进行“背信弃义”行为。后来，阿兹敏在一份声明中声称他的行动是为了保护马哈迪，后者在2月21日的希盟主席理事会会议期间被迫选择权力交接日期。 提交给最高元首的法定声明是为了巩固对马哈迪的支持，而不是选举新首相。他进一步说，真正的叛徒是试图篡夺马哈迪的派系。

### 2020年2月24日

#### 馬哈迪辭首相職
早晨，安华及妻子兼副首相旺阿兹莎，诚信党主席莫沙布，民主行动党秘书长林冠英在马哈迪的住所会见马哈迪寻求澄清这事件。安华后来表示，他对会议结果感到满意，因为马哈迪已澄清他与组建新联合政府的协议无关。
2020年2月24日下午1时左右，马来西亚第七任首相马哈迪宣布辞职，为马来西亚政坛投下了第一个震撼弹。最高元首随即委任马哈迪为这段时期的过渡首相，直到选出新任首相为止。

#### 阿兹敏派系退出人民公正党
2020年2月24日下午2时，公正党总秘书拿督斯里赛夫丁纳苏迪安宣布，由于数名党领袖公开背叛了公正党，因此一致同意，开除阿兹敏及祖莱达。下午2时30分左右，公正党署理主席拿督斯里阿兹敏在其脸书宣布，包括他在内共有11名阿兹敏派系的公正党国会议员将退出公正党，但在数日后有其中2名在之前宣布退党的国会议员倒戈重新支持希盟。

#### 土著团结党退出希望联盟
2020年2月24日，土团党主席丹斯里慕尤丁发表文告指出，土团党已在2020年2月23日的会议已议决正式退出希盟。随后，土团党发表文告指出，马哈迪已正式辞去土团党总裁一职，辞职信已提交至土团党办公室。
这两天来一连串的政治事件让金融市场饱受惊吓，马来西亚富时综合指数猛挫近45点。

### 2020年2月25日
2020年2月25日，最高元首召见了第一批国会议员入宫，以国阵和伊党的党员为主，以便询问他们支持的首相人选，或是希望进行闪电大选。

#### 巫统和伊党撤销对马哈迪的支持
随着元首召见完第一批国会议员后，巫统和伊党召开新闻发布会宣布撤销支持马哈迪任相的法定声明。巫统总秘书安努亚慕沙表示，基于巫伊联盟拒绝与行动党合作的立场，两党反对马哈迪提出的大联合政府概念。除此之外，隶属两党的国会议员也向最高元首提议进行闪电大选。也有消息指出，马哈迪开出的条件无法满足巫伊两党。巫统和伊党开出的条件包括撤换时任总检查长汤米·汤姆斯和时任财政部长林冠英。

#### 希盟邀请马哈迪参加会议被拒
希盟三党：行动党、公正党和诚信党在2020年2月25日晚上邀请了马哈迪参加希盟的紧急会议，以阻止政变的阴谋、保住希盟的政权，但马哈迪拒绝出席这项会议。

### 2020年2月26日
2020年2月26日，最高元首召见第二批国会议员进宫，其中以希盟国会议员为主。
汤米·汤姆斯于2021年出版的个人回忆录透露，最高元首在召见了所有议员，仅有62人支持马哈迪，大约92人支持安华，其余人弃权。

#### 马哈迪发表全国演讲
过渡首相马哈迪于2020年2月26日下午四点四十五分，在电视上发表全国讲话。首先就当年政治僵局向国民道歉，随后证实了外界对他“要组建一个统一的跨党派政府”的猜想，并表示新政府将专注于国家利益而不是政党。马哈迪否认了部分人士对他关于“权力执迷”的指控，并重申他拒绝与巫统合作。
值得注意的是，马哈迪并没有提及安华，也没有提及2020年2月21日希盟内部会议达成的的将领导棒交给安华的协议。相反，马哈迪声称，相关决定应当国会下议院做出。

#### 希盟转而支持安华
希望联盟宣布，在2020年2月25日晚上的内部会议后，他们已决定提名安华作为首相提名人选。希望联盟议员表示，希盟决定反对一个“无党派的马哈迪政府”，因为这将会使得马哈迪能完全随心所欲，而任何政党或联盟都无法约束他。
公正党总秘书赛夫丁宣称，公正党主席安华不仅获得希盟92名国会议员的支持出任首相，甚至还获得希盟以外的议员支持，因此所得的票数超过92。

### 2020年2月27日

#### 马哈迪觐见最高元首
2020年2月27日上午，马哈迪再次前往国家王宫。会议的内容未知，尽管据说正在讨论组建新内阁。当天下午，土团党秘书长马祖基确认，马哈迪已辞职，不再担任土团党总裁。
2020年2月27日下午，在宣布了经济振兴配套后，马哈迪透露，议会中“无法找到拥有多数席位的任何人”当选首相，因此将于2020年3月2日，举行议会特别会议，以解决这一困境。他暗示如果其他一切都失败了，将进行一次紧急选举。
不过，马哈迪的这项宣布，被希望联盟领袖指为不尊重最高元首，因为马哈迪抢先在最高元首宣布之前就率先宣布这项消息。
2020年2月28日，国会下议院议长也表示，召开这次紧急会议并不符合议会常规，因此宣布本次会议将不会召开。

### 2020年2月28日

#### 马来统治者们召开会议
2020年2月28日，马来统治者一起在吉隆坡国家皇宫，就当时的政治情况进行了讨论。

#### 马来西亚最高元首无法确认马来西亚首相人选
当天下午，最高元首表示他依旧无法确认哪一位首相人选获得了多数议员的支持，并表示要召见各政党的领袖以了解他们所支持的首相人选。

#### 两名首相人选拼支持度
就在这天，希望联盟表示他们已经有92名议员会支持安华担任下一任首相。而另一边厢，阿兹敏派系的十人加入了土团党，并且支持由慕尤丁担任首相。在当天，支持慕尤丁担任首相的人已经达到96人。不过安华在当晚表示仍然有信心他得到了大部分的国会议员支持，能顺利成为首相。

### 2020年2月29日

#### 马哈迪回到希望联盟
2020年2月29日，马哈迪转而重新回到希望联盟，希望联盟也同意让马哈迪成为他们的首相人选。
2020年2月29日，希望联盟的领袖和国民联盟的领袖都入宫觐见最高元首。

#### 最高元首宣布慕尤丁担任首相
2020年2月29日下午四点四十五分，马来西亚最高元首发布正式文告，宣布丹斯里慕尤丁得到大部分国会议员的支持任相。将在2020年3月1日早上在国家皇宫宣誓。
砂拉越政党联盟是造王者，因为他们表态支持慕尤丁担任首相，并拒绝与行动党合作，使得支持慕尤丁任相的国会议员达到114人。
2020年2月29日晚上，希望联盟召开紧急会议，并宣布他们才是获得多数（114名）国会议员支持的联盟，但为时已晚。

### 2020年3月1日

#### 马来西亚首相马哈迪无法觐见马来西亚最高元首
2020年3月1日早上，马哈迪在记者会上表示，国家皇宫拒绝了他觐见马来西亚最高元首，以证明自己获得多数议员支持的请求。

#### 慕尤丁宣誓担任马来西亚首相
2020年3月1日上午10点30分，慕尤丁在吉隆坡国家皇宫宣誓担任第8任马来西亚首相。

## 第二阶段：国民联盟政权执政

### 马来西亚社会反应
慕尤丁在2月29日由最高元首苏丹阿都拉委任首相职位后，引起马来西亚社会一片哗然，其一是苏丹阿都拉以最高元首的地位和权力，以折中的方式强制压抑了反对派的不满。其二是慕尤丁宣称已获得多数议员支持的名单并不明朗，引起希盟质疑以慕尤丁为首的国民联盟并没有获得多数国会议员的支持。慕尤丁接受与在野党联盟的合作，也引起社会大众议论纷纷，认为在野党联盟企图夺取政权组织后门政府的消息已经成真。
土团党及公正党也各自分裂成两派，其中有支持马哈迪、慕尤丁及安华、阿兹敏的党派。土团党也因为这次的分裂，在马哈迪宣布成立新党之前，虽然名义上是加入了国民联盟成为执政党，但是因为有马哈迪的少数派存在，所以也同时是反对党。著名的马哈迪派系成员为土团党青年团长赛沙迪和党总秘书玛祖基，其他马哈迪派系土团党国会议员为慕克里·马哈迪、马智礼和阿米鲁丁韩沙。
3月1日早上，马哈迪在记者会上表示，他对错信慕尤丁会支持他感到很失望，也为自己没有早点发觉慕尤丁的背叛而道歉。更责备安华执意要成为新首相，导致他无法组成新政府。安华的阵营则对此情况不予置评，只表示了「至少阻止马哈迪继续任相的目的已经达成」。从结果来看，两名首相热门候选人都在政治危机中两败俱伤。

### 慕尤丁组建内阁
3月4日，政府宣布预定在3月9日的国会开幕展延至5月18日。慕尤丁领导的国民联盟对此趁机拉拢希望联盟的国会议员，导致希盟在各州属的多位议员相继退出各自政党，加入国民联盟阵营。3月9日，慕尤丁公布其内阁名单。隔日，除了被委任为国民团结部副部长的张庆信缺席之外，所有被委任的部长在国家皇宫宣誓就职。
随着国民联盟的执政地位逐渐稳固后，身为土团党总裁的马哈迪在3月11日接受媒体采访时坦承，慕尤丁透过部长职位拉拢国会议员的行为，导致他已经失去了多位议员的支持，他只能被迫接受国民联盟执政的事实。慕尤丁在发表演讲时表示不会举行闪电大选，同时感激马哈迪之前的领导工作，并去信联络马哈迪致歉和要求进行会面，但被马哈迪拒绝。

### 国会论战

#### 5月18日国会论战

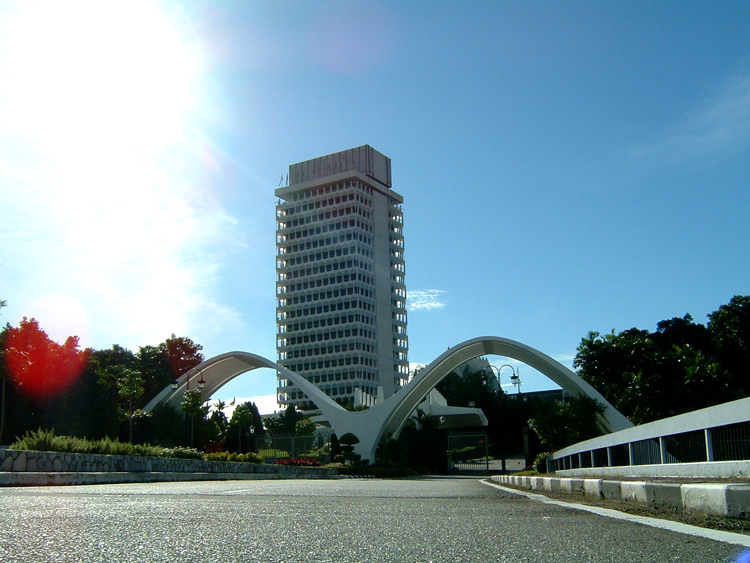
坐落于首都吉隆坡联邦直辖区的马来西亚国会大厦

鉴于马来西亚2019冠狀病毒病疫情和政府实施行动管制令的影响，国会下议院在4月7日发函宣布，5月18日开幕的国会会议只召开一天，会议只会讨论法案和政府动议，不会有问答、部长问答、动议或任何议员动议的环节。这项宣布隨即引起反对派的不满，包括希盟、土团党和沙巴民兴党。
5月18日，由于受到疫情影响，国会正式开幕后，只有最高元首苏丹阿卜杜拉发表施政御词的一个环节。早上10时20分，最高元首苏丹阿都拉发表施政御词，赞扬慕尤丁领导的国民联盟抗疫有功，并大力支持其政权的正当性，训诫全体国会议员勿再将国家陷入政治动荡，之后率领国会议员鼓掌致敬感谢抗疫前线人员贡献，结束施政御词。会议时间只召开一个小时，是马来西亚历来最短的国会会议。
在这次会议中，根据座位排阵一共有114名国会议员坐在执政党的座位上，另外108名国会议员坐在反对党的座位上。其中，虽然副首相一职并不存在，但是阿兹敏的座位显示他的地位如同副首相。
马哈迪在会议结束后召开记者会，称只召开一个小时的国会不仅违反民主，更让国会沦为哑堂（gedung bisu），质疑国民联盟在国会的安排是不让他说话，并批评国盟搞政治多过应对疫情。对于马哈迪被批评是不尊重最高元首苏丹阿卜杜拉谕令国会议员勿把国家再次牵扯进入政治危机一事，马哈迪表示，最高元首的意思是要各党不要互相谩骂。而身为国会议员本来就有责任批评政府，表达人民面对的问题，认为批评和监督政府没有违反最高元首的劝谕。

#### 7月13日国会论战
2020年7月13日，第14届第3季国会会议首日，慕尤丁提呈撤换马来西亚国会下议院议长莫哈末阿里夫的动议，最后以111票支持、109票反对通过，成为马来西亚历史上首次议长在没有犯错的情况下被开除。副议长倪可敏在撤换国会议长阿里夫的动议通过后，在还沒提呈撤换副议长和提呈新任副议长的动议时，率先宣布辞职，表示与阿里夫共同进退。两人随后展开新闻发布会，阿里夫形容，他是英国西敏寺制度的800年历史里，第二位被撤换的在任议长。倪可敏形容，今天是马来西亚历史黑暗的一天，国会下议院在毫无理由下，撤换议长。两人随后也表示，会根据议会程序接受动议，以遵守宪法的方式离职。
国会下议院议长由阿兹哈阿兹占·哈仑在一片争议声中接任，民主行动党蒲种国会议员哥宾星以副议长职位刚悬空，要求根据议会第4条文，赋予所有国会议员在议会召开的14日前，提议一名副议长人选。议长阿兹哈以议会第4条文并沒有阐明议长职位悬空需要14日准备为由，宣布阿莎丽娜接任副议长职位。两者皆是在沒有第二候选人的情况下接任，引起朝野议员群起抗议和展开辩论。
阿兹哈在反对党一片反对声浪中就任下议院议长职位后，反对派阵营高喊「羞耻」和「非法议长」的言论此起彼落。其中，国家诚信党莎亚南国会议员卡立阿都沙末高喊批评：「现在的政府是后门政府，就连议长也是后门议长」。卡立沙末随着被阿兹哈逐出议会厅，直到议会休会为止。
法律事务的首相署部长达基尤丁在提呈要求撤换国会遴选委员会成员的动议后，引起民主行动党峇都加湾国会议员卡斯杜丽质疑，新的替代人选中没有女性代表。巫统华玲国会议员阿都阿兹·阿都拉欣对此表示：「太暗了，看不到”（Gelap,tak nampak）」，涉及种族主义与侮辱女性言论，再次引起反对党群起的抗议声浪，导致国会会议提早休会。

### 土团党内斗

#### 5月13日和14日外洩录音
5月11日，马哈迪在他的个人脸书专页上发表视频演讲，并解释他为何会辞去首相一职位的理由。之后在5月13日和14日，土团党亲敦马哈迪的媒体“Bersatu TV”在脸书专页上载两则2月23日的土团党最高理事的会议视频录音，内容是要证实土团党并没有在当天达致退出希盟的协议。马哈迪在音频中的原意是要多等待1个星期时间才决定是否要退出希盟，但土团党主席慕尤丁却在2月24日发文告谎称土团党已在当天会议中决定让土团党退出希盟。

#### 5月16日外洩录音
5月16日，脸书专页「土团党支持敦马哈迪」再洩出一段2月21日的希盟会议录音，也是亲马哈迪媒体释出的第3个音频。音频中，希盟在2月21日举行会议时，会中一派人马支持马哈迪完成5年首相任期，另一派则是希望马哈迪在亚太平经合组织峰会结束后交棒，但最后两派达成共识，交由马哈迪作出最终决定。
安华在5月22日脸书直播时指出，他是当天会议的出席者，因此能证明该录音内容属实。并表示他是不想背叛共识和协议，避免希盟因此分裂才会处处忍让。并指责会议中的某些议员口口声声说会为了改革而牺牲，但之后只为了自己的利益而倒戈的人是「叛徒」。

#### 5月19日外洩录音
5月19日，一个名为“Bersatu sokong Tun Mahathir”的亲慕尤丁脸书专页上传了一段1分钟50秒的录音，内容指2月23日的土团党最高理事会议中，马哈迪在会议上同意了土团党立刻退出希盟的建议，并表示：“我唯一不喜欢的是行动党，我不喜欢公正党主席拿督斯里安华，其他事没变。”与慕尤丁的「土团党已在2月23日已决定离开希盟」的说法互相呼应。同日，马哈迪在推特上反驳这个录音明显经过剪辑，强调当天没有做出「立刻」退出希盟的决定。当时身在会议现场的赛沙迪坚称录音是“公然的谎言”。他要求土团党最高理事会，公开完整的会议录音。

#### 终止党籍风波
5月28日，土团党执行秘书莫哈末苏海米发函宣布，对马哈迪派系在5月18日的国会会议中，没有支持首相兼党主席慕尤丁领导的国民联盟政府，宣布马哈迪派系等5人自动丧失党籍。同日，马哈迪反驳莫哈末苏海米以抵触土团党第10.2.2和10.2.3条文的理由，即“宣布退党”和“参与国内其他任何政党”来撤销他们的党籍是非常肤浅且不合理的。
5月29日，在得知韩沙再努丁将于下午4点钟在土团党总部召开记者会宣布开除马哈迪等5名土团党党员之党籍后，马哈蒂尔和赛沙迪等土团党领袖前往土团党总部召开记者会。马哈迪在记者会上表示“听闻有人要开除我，我在这里等他”，并质问执行秘书苏海米是凭什么权力开除他和另外5名国会议员。马哈迪在记者会反击，表示慕尤丁在党内屡次犯错，包括委任内政部长韩沙再努丁为土团党总秘书，又指示执行秘书莫哈末苏海米行使超乎职权的权力，宣布开除苏海米的执行秘书职位，并将会依循正规管道，召开党最高理事会开除党主席穆希丁。
韩沙再努丁在得知马哈迪等人在土团党总部后，宣布他的记者会地点转移到白沙罗和延迟到下午5点30分举行。并指出，马哈迪等5人并没有被开除，而是因为抵触党纪，而被终止党籍，即时生效。
5月30日，慕尤丁召开记者会强调，马哈迪等6人并不是遭党开除，是因为违反了党章，党籍才会被立即遭终止，并重申任何行动都根据党章行事，没人可超越党章。

#### 6月4日：土团党最高理事会会议
2020年6月4日晚，土团党最高理事会和慕尤丁派系成员在马来亚大学校友会（PAUM）会所举行会议，但马哈迪没有出席。会议中，4名马哈迪派系的最高理事会成员中途离席，以抗议土团党早前宣布终止马哈迪和其派系6人党籍和宣布加入国盟。6月5日，属于慕尤丁派系的韩沙再努丁宣布，土团党正式终止马哈迪派系等6人党籍和退出希望联盟，全力支持慕尤丁领导的国民联盟。不服此结果的马哈迪在6月8日带领被终止党籍的土团党领袖入禀法院，挑战该党终止他们党籍的决定，该诉讼于8月7日被法庭撤销宣告失败。

#### 马哈迪另起炉灶
8月7日，马哈迪联同5名被终止党籍的土团党领袖（赛沙迪除外）召开记者会，宣布成立以马来人和土著斗争为主的新政党，以持续其创立土团党时的斗争理念，由敦马父子分别担任主席与总裁。隔日，土团党巴生区部主席赛阿迪拉宣布，解散土团党巴生区部，并导领23名区部中委退出土团党，以转投马哈迪新成立的政党。8月12日，马哈迪宣布新党命名为祖国斗士党，并派出候选人出战仕林州议席的补选。

### 沙巴州议会宣布解散
2020年7月29日，前任沙巴首长慕沙阿曼宣称已获得沙巴州议会简单多数议员支持，与执政现任沙巴首长沙菲益阿达的政权产生冲突，迫使后者在当晚和隔日二度拜会沙巴州元首朱哈·马希鲁丁，请求批准解散沙巴州议会，还政于民。7月30日，沙巴州元首宣布批准沙菲益要求解散沙巴州议会的建议，并于60天内举行州选举。
今届沙巴州选举被视为是希望聯盟自政变以来，首次在州选举中与国民联盟一较高下。国盟政府与国阵和沙巴团结联盟组成沙巴人民阵线（沙民阵），对垒希盟与民兴党组成的民兴党+阵营，以及其他沙巴本土政党。而一手发动政变的慕沙阿曼最终未能获得国阵巫统承认，宣布放弃竞选。国盟主要成员之一的伊斯兰党也以维护盟党和谐为由，宣布放弃竞选。
与民兴党+阵营在州选中拥立沙菲益蝉联沙巴首长不同，沙民阵在州选中分别拥立哈芝芝诺和邦莫达为沙巴首长候选人。前者由首相慕尤丁拥护，后者由国阵主席阿末扎希拥护。巫统主席阿末扎希坚持一旦沙巴州选举胜选后，要由国阵候选人邦莫达担任沙巴首长职位。国盟首相慕尤丁决定各凭本事，全力争取在竞选的选区中取胜。两党在选前已协议全民共识 (马来西亚)为合作模式，不会在同一选区互相竞选。
最终由首相慕尤丁领导的沙巴人民阵线（沙民阵）在沙巴州选举中赢得38个州席，超过37席的执政门槛，赢得沙巴州执政权。而寻求蝉联执政的沙巴民兴党+阵营只拿下32个议席，未能守住州政权。独立人士则拿下三席。2天后，三名独立人士宣布支持国盟政府。
9月26日沙巴州选举结束后，胜选的沙巴人民阵线一度为沙巴首长人选无法达致共识。沙巴人民联盟4党领袖于27日向沙巴州元首朱哈·马希鲁丁提呈和推荐一人为该阵营的首长人选。国阵主席阿末扎希一度坚持「不能再让出首长职位」，并极力推荐邦莫达担任沙巴州首长。9月28日，沙巴人民阵线就新任首长人选进行讨论后，一致同意由国盟沙巴州主席哈芝芝诺出任沙巴首长一职。9月29日，哈芝芝诺正式宣誓就任沙巴州首席部长。

### 安华923行动
2020年9月23日，希望聯盟主要领袖安华·依布拉欣突然召开记者会，宣称已经获得多数议员支持，将会觐见最高元首苏丹阿都拉，他強調慕尤丁领导的国盟政府已经垮台，引發朝野震動。安华这项宣布最初也引起了希盟内部成员震惊，认为他已取得砂拉越政党联盟的支持。但后者对此否认，强调将继续支持慕尤丁领导的国民联盟。安华也同时获得民主行动党与國家誠信黨的支持，行动党秘书长林冠英指出，如果公正党主席安华确实获得足够议席组成政府，行动党旗下42名国会议员都会支持他出任首相。国家诚信党主席莫哈末沙布强调，该党旗下11名国会议员，将会全力支持希盟主席安华领导。
巫统兼国阵主席阿末扎希也于安华召开记者会当日表示，他被告知巫统和国阵的一些国会议员，已表态支持安华，并尊重他们的立场，提高了安华支持名单的可信性。不过，伊斯兰党随即表态强调支持首相慕尤丁，国阵多名国会议员也相继澄清没有支持他。并指安华口中的多数国会议员支持人数，还没提呈给最高元首，也没被任何人证实，因此质疑安华口中的议员名单造假。民兴党主席沙菲益阿达后来也对安华与巫统的合作表示不满。
唯最高元首因食物中毒和运动损伤而在9月21日进入国家心脏中心接受治疗，安华觐见元首的计划暂时搁置。而后最高元首继续留院觀察，直到10月2日出院返回王宫疗养。安华随后在10月8日发表文告，宣布其于10月13日觐见最高元首。被指支持安华的国盟国会议员和党魁相继澄清沒有国盟议员支持他，要求警方彻查安华发布假名单。
安华最终在10月13日会见最高元首苏丹阿都拉陈述议员支持人数，但据国家王宫总管阿末法迪尔表示，安华没有提供据称支持他的国会议员名单，他约25分钟后离开国家王宫。而后国家王宫一度传召各个党魁入官会面，后因雪兰莪州实施行动管制令而取消。国家王宫也在14日宣布在行动管制令期间两个星期内不会见客。不过，首相慕尤丁于10月21日入宫觐见最高元首，商讨国家事务和互相交换意见。

### 国民联盟内斗
安华发动923行动以及沙巴州选举后，国阵巫统内部也出现两股声音，一派主张撤出对国盟的支持，另一派则要支持国盟政府。
巫统元老东姑拉沙里在安华·依布拉欣觐见最高元首后，于10月13日也入宫觐见。随后他在离开国家王宫后宣称，在9月25日已致函给国会下议院议长阿兹哈，要求下议院必须提呈对首相的不信任动议。而他也在信函中揭露，首相慕尤丁曾献意他担任国油公司顾问，以换取他的支持。东姑拉沙里以基于宪法明文规定，一旦国会议员担任固定收入职位将失去议员资格，因此他拒绝了这项建议。
国民联盟也因为东姑拉沙里的行动显露出巫伊两党的分歧和对土著团结党的不满。巫统在沙巴州选举为国民联盟带来胜利后，对沒有获得最重要的首长职位一事耿耿于怀。同时巫统也不满意国盟在内阁职务上的分配不利于巫统。该党领袖以本身是慕尤丁政府内的最大政党，理应占有最多官职为由，要求担任副首相或重要的部长职位。
10月13日，巫统宣布考虑退出支持国民联盟，并为继续与国盟政府的政治合作设下新条件，迫使首相慕尤丁与巫统展开谈判，以换取巫统对国盟政府的支持。伊斯兰党则对巫统突然宣布退出与国盟的合作关系一事感到惊讶，并促请巫统交代清楚，但也表示愿意为土团党与巫统的会商做调解人。
10月20日，巫统与伊党发表联合声明宣布，两党同意向社团注册局提呈全民共识的注册申请，以便两党共同合作为来届大选做好准备。隔日，巫统宣布「政治停火」，确保各政党能以应对新冠肺炎疫情和协助人民为先。

#### 企图颁布紧急状态令
10月23日，据媒体引述各匿名消息报导，指出国盟的内阁特别会议正讨论数项与《2021年马来西亚联邦政府财政预算案》有关的建议书、第三波新冠肺炎疫情及以首相慕尤丁为首的国盟政府合法地位受挑战事宜。其中，国盟政府因担忧部分国盟议员在《2021年财政预算案》表决时「窝里反」，试图通过最高元首宣布紧急状态令，以停止所有政治活动，确保疫情期间不要举行大选。这项报导之后获得证实。首相慕尤丁在首相署主持内阁特别会议结束后，就前往关丹的英迪拉哥打王宫，觐见最高元首，商讨有关颁布应对新冠疫情的「紧急状态」。
此举被指是试图冻结国会，绕过投票表决这一关，引起在野党和一部分巫统领袖狠批，民间组织与宪法专家学者皆大力反对，认为国盟政府寻求颁布的「经济紧急状态」不但将导致国家民主大倒退、也是一项明显的滥权行为，并将令国家经济和全民付出惨重代价。前首相马哈迪·莫哈末也表示慕尤丁将会是颁布全国紧急状态令下的唯一受益者，因为国会将陷入瘫痪。
10月25日，马来西亚统治者理事会于上午2时30分在国家王宫召开特别会议，以商讨是否颁布紧急状态的事宜。到了傍晚约6时30分，国家王宫作出宣布，最高元首苏丹阿都拉发表文告指出，在审视这项要求及与马来统治者商讨和审核当前国内局势后，认为现今政府已经成功、良好及有效控制疫情。苏丹阿都拉也拒绝首相慕尤丁颁布紧急状态的建议，并认为，现阶段还无须在国内的任何一个地方颁布紧急状态。但也提醒政治人物，必须停止一切干扰国家行政稳定的政治活动。

### 国会论战

#### 2021年马来西亚联邦政府财政预算案的辩论
2020年11月26日，国民联盟在执政后首次提出《2021年马来西亚联邦政府财政预算案》。11月26日，财政预算案进入被视为是攸关首相丹斯里慕尤丁和国盟政权命运的进入二读阶段。原因是财政预算案一旦不获通过，慕尤丁执政的国盟政府必需解散，提前举行全国大选，以重新组成新政府。
反对党希望联盟自财政预算案提呈国会下议院后，多次高调反对国盟提呈的财政预算案，表示不会支持这份对民间社会不公平的预算案。惟财政预算案在进行记名投票阶段时，只有13名反对党议员起立赞成记名投票反对，未达到15名议员的反对门槛，导致发动记名投票失败。财政预算案最终成功以声浪方式通过二读阶段。希盟主席安华·依布拉欣被指出在发起记名投票最后关头下达指示，要求其议员不要支持记名投票。导致出现包括前首相马哈迪和其儿子慕克里的祖国斗士党4名，國家誠信黨6名，民主行动党和人民公正黨以及砂全民团结党（PSB）各1名国会议员在内的13名国会议员站起身发动记名投票的尴尬局面。希望联盟各党魁随着遭到自身党员以及其支持者、净选盟和民间团体炮轰欺骗民意，批评的团体皆同声表示对希望联盟感到失望，揶揄反对党领袖安华是国阵的奴仆，要他请辞和向公众道歉。希盟主席安华解释此举是为了让国会议员可以仔细研究财政部长的宣布，国会议员有权质询拨款的详情如额外的拨款用在何处，以及从哪个部门削减拨款、预算案的真实开销以及国家财务现况。
11月30日至12月14日，希望联盟、沙巴民兴党与祖国斗士党针对联邦政府27个部门的财政预算案委员会阶段的表决中，一共发动了9次的记名投票，惟9次投票都以失败告终。12月15日，经过10天的委员会阶段辩论与表决后，国会下议院在完成最后一个部门的委员会阶段表决后，直接进入2021年财政预算案三读。最终在1名国会议员缺席（话望生区国会议员东姑拉沙里）的情况下，以111票赞成对108票反对，三读通过《2021年马来西亚联邦政府财政预算案》。
截至2020年12月15日，执政党国民联盟掌握112个国会议席，其中国阵42席，包括巫统38席、马华2席、国大党1席及沙巴人民团结党（PBRS）1席；土团党31席、伊党18席、砂政党联盟（GPS）18席、沙巴团结党（PBS）1席、立新党1席、以及1名表明支持首相慕尤丁的独立人士——鲁勃安都区国会议员朱加慕央。
希望联盟共有91名议员（公正党38席、行动党42席、诚信党11席），加上8名沙巴民兴党议员、6名独立人士（敦马哈迪阵营4名议员、马智礼和赛沙迪）、砂全民团结党（PSB）的2名议员即实兰沟区国会议员巴鲁比安和斯里阿曼区国会议员马瑟古扎以及一名沙民统党（UPKO）斗亚兰区国会议员马迪乌斯登敖，总共有108席。

### 希盟内部分歧
12月17日，民主行动党秘书长林冠英及国家诚信党主席末沙布发表联合文告。文告声明：「随着《2021年马来西亚联邦政府财政预算案》的表决结果，证明被指是支持人民公正党主席安华·依布拉欣的国盟后座议员是在玩弄政治游戏，以从国盟政府捞取最大的利益；希盟应该将更多时间与资源用在有共同斗争目标的盟友身上，而希盟也应该从本身的92个国会议员，放眼结合在野党共108名国会议员；希盟应放弃拉拢执政国会议员夺取中央政权的幻想，必须进行政治重置，以备战第15届全国大选。」林冠英与末沙布重申，国盟的首份财案，有很多领域被忽视，特别是教育、给予失业者的福利援助、新冠病毒疫苗与预防、援助中小型企业以及非马来社会。
几个小时后，希盟中央理事会最高会议宣布取消。公正党总秘书赛夫丁纳苏迪安随后指出，原定召开的希盟最高中央理事会会议，基于某些无可避免的事情而取消。惟他坦承，行动党秘书长林冠英和诚信党主席末沙布发表的联合文告，确实引起了公正党内部的不满。但他也强调公正党不会脱离希盟，会与希盟共进退，以恢复人民委托。

### 威迫举行全国大选
2021年1月起，国盟政府内部盟友巫统对土著团结党的逼官加剧，包括呼吁撤回对土著团结党的支持，部分州属的巫统区部领导也声明不与土团党合作，但其内部的分歧也越来越大。如亲土团党的联邦直辖区部长安努亚慕沙在1月5日被革除国阵职务，由阿末马斯兰接任他的党职。部分在野的巫统领导也要求首相慕尤丁领导的国盟政府尽快举行全国大选，而在朝担任部长职位的巫统领导如凯里·嘉马鲁丁则表明反对在新冠疫情下举行全国大选。
1月9日，巫统马樟国会议员阿末嘉兹兰宣布，他撤回对国盟政府的支持，是巫统第二位撤回对国盟政府支持的国会议员。第一位是话望生区国会议员东姑拉沙里，他自安华发动923行动之后就多次公开反对国盟政府。1月12日，在最高元首颁布全国紧急状态后，巫统硝山区国会议员纳兹里宣布，他撤回对国盟政府的支持。

## 第三阶段：马来西亚落实紧急状态

### 马来西亚第二次落实紧急状态
2021年1月12日，最高元首苏丹阿都拉陛下接受首相和内阁的劝告，御准首相的请求，即日起落实全国紧急状态到2021年8月1日，以遏制国内新冠肺炎疫情，直到国内冠病的确诊病例受到控制和下降，才可提前解除。首相慕尤丁阐明全国紧急状态旨在限制政治活动，包括国会和州议会将不会开会，此外，全国大选、州选举及补选都不会举行，至于社会经济活动则会如常运作。慕尤丁承诺，只要独立委员会承认疫情已经趋缓或完全恢复，将会还政于民，可安全举行大选。较早前，前首相纳吉·阿都拉萨质疑慕尤丁领导的国盟政府放宽疫情行动管制令（MCO）是想再次寻求颁布全国紧急状态的政治目的，而非为了抗疫。马哈迪·莫哈末也质疑国家颁布紧急状态的必要性，因为他认为政府已经拥有解决新冠肺炎危机所需的权力。希盟领导者安华·依布拉欣对此呼吁国会议员致函最高元首，要求取消紧急状态以及召开国会。

### 马来西亚最高元首同意重开国会与马来西亚政治分裂
2021年2月24日，最高元首苏丹阿都拉表示国会可在紧急状态期间重开，而此前包括执政党之一的巫统主席阿末扎希和反对党希盟领导者安华·依布拉欣在内的人士呼吁召开国会会议的呼声日益增多，但召开日期交由国盟首相慕尤丁确定。
2021年2月27日至28日，希盟再有议员跳槽行为引起风波。《自由今日大马》引述知情人士报道，称有两名人民公正党国会议员正通过来自国盟的代理人进行谈判，以过渡至执政联盟。公正党总秘书赛夫丁纳苏迪安同日揭露，有人正以威逼利诱的方式，拉拢反对党国会议员跳槽。而在2021年2月28日，公正黨如楼区国会议员孙伟瑄和地不佬区国会议员钟少云宣布为了选民利益和更有效的为民服务，与首相慕尤丁签署法定签名，以独立议员的身份加入国民联盟阵营。公正党中央理事会议决即日革除2名议员的党员资格，并称2人是背叛选民的举动。而2名出走的前公正党议员填补了巫统议员2021年1月初宣布撤回对慕尤丁的支持，使国民联盟重新掌握111个国会议席。之后在2021年3月13日，公正党副主席兼雪兰莪瓜拉冷岳国会议员西维尔再也古玛宣布退党，以独立议员的身份支持国民联盟。
而在2021年2月27日，希盟成员的国家诚信党也有3名柔佛州议员跳槽至公正党。诚信党对此警告希盟盟党不应接受彼此的跳槽成员。公正党主席安华对此澄清，议员在过档公正党之前，已事先咨询了诚信党党主席末沙布。并保证希盟议员在盟党内部之间的跳槽，并不会破坏盟党之间的关系。
前巫统总秘书，现任联邦直辖区部长安努亚慕沙于2021年3月4日在其脸书揭露，巫统主席阿末扎希于2021年2月26日已写信給首相兼土著团结党主席慕尤丁，告知对方巫统不会与土团党在来届全国大选合作，同时彼此的合伙关系，会在国会解散后结束。土团党总秘书兼任国盟内政部长韩沙再努丁隔日证实了此消息属实。土团党则宣布决定继续与其馀国盟成员党，包括伊斯兰党、沙巴立新党、沙巴进步党和民政党合作。伊斯兰党则决定继续维持与巫统和土团党的合作关系，并拒绝任何倒向与希盟合作的意图。

### 马来西亚最高元首谕令马来西亚政府必须召开国会会议
2021年6月16日，马来西亚国会在紧急状态下被冻结长达6个月后，国家皇宫发表文告表示马来西亚最高元首在接受朝野各政党领袖的觐见，研究所有政党领袖、紧急状态独立特委会及政府机构专家的意见，最高元首苏丹阿都拉谕令国会必须尽速召开会议，以便国会议员能够针对联邦政府在紧急状态期间发布的紧急状态条例和国家复苏计划进行辩论。2021年6月17日，掌管国会与法律事务的首相署部长达基尤丁在出席伊斯兰党党报《哈拉卡》的线上座谈会时表示，联邦政府将会按照原定计划在9月召开国会。他指出，马来西亚最高元首只是谕令国会需尽速召开，但马来西亚最高元首苏丹阿都拉陛下并没有提出召开国会的确切日期，因此联邦政府并没有违抗最高元首陛下的劝谕。
2021年6月18日，在达基尤丁出席《哈拉卡》的线上座谈会后，国家皇宫在脸书上发表图片指出最高元首表达意见表示国会需要尽速召开，以便紧急状态条例和国家复苏计划能够在国会内辩论。国家皇宫的这张图片特别将「尽速」（secepat mungkin）的字眼粗体加深。2021年6月29日，最高元首在接受国会上议院主席莱士雅丁和国会下议院议长阿兹哈阿兹占·哈仑的觐见时向他们明确表明，国会必须在紧急状态结束前，也就是8月1日之前召开。上议院正副主席和下议院正副议长皆同意最高元首关于必须召开国会会议的意见。为此，两人已向首相慕尤丁建议在2021年8月1日之前，按照现有法律先召开一场国会特别会议。
2021年7月5日，首相办公室发文告指出，联邦政府已同意向最高元首建议，在2021年7月26日至7月29日以及8月2日，召开为期5天的第十四届第三季国会下议院特别会议。

### 内阁改组、巫统—慕尤丁危机
2021年7月7日，联邦政府在宣布会在2021年7月26日召开国会特别会议后，内阁进行了小规模改组，旨在向巫统分配更多权力和职位，并提拔两名巫统内阁成员，即将伊斯迈·沙比里从高级部长晋升成为副首相；而原任外交部长希山慕丁则被晋升成为高级外交部长。此举被视为慕尤丁为了缓和国盟政府和巫统之间紧张关系的行动，并说服因权力和职位分配不均而对国盟不满的巫统，继续支持慕尤丁担任首相和国盟政府。然而，在2021年7月8日的巫统最高理事会会议结束后，巫统主席阿末扎希宣布巫统将立即正式撤回对首相慕尤丁的支持。国盟政府是否掌握国会下议院多数议员支持的问题再次浮上水面。同日，总检察长依德鲁斯·哈伦发表文告表示，目前没有明确的证据表明首相失去国会下议院多数议员的支持，因此首相慕尤丁和他的内阁仍然可以行使行政权力。此外，土著团结党新闻负责人旺赛夫驳斥了巫统主席阿末扎希宣传「政府已经失败」的指控。
2021年7月10日，副首相兼巫统副主席依斯迈沙比里表示，巫统最高理事会的大多数成员不同意党主席阿末扎希在当前疫情大流行期间撤回对首相慕尤丁的支持，并表示党主席的决定「不是合理的举动」。依斯迈沙比里也表示虽然巫统早些时候在2020年的代表大会上决定撤回对国盟的支持，但该决定不必现在执行，而时必须在正确的时间执行。四天后，包括巫统所有九位部长在内的全体内阁成员同意支持慕尤丁担任首相。

### 联邦政府违宪争议、最高元首—联邦政府危机
紧急状态公告和根据第(2b)条颁布的任何紧急状态条例如果没有被提早撤销，则应提交国会上下两院，如果两院通过决议废除该公告或条例，则应停止生效，但不影响先前因这些条例而作出的任何事情，或根据最高元首的权力根据第(1)条发布新公告或根据第(2b)条颁布任何条例。
（英语原文：A Proclamation of Emergency and any ordinance promulgated under Clause (2b) shall be laid before both Houses of Parliament and, if not sooner revoked, shall cease to have effect if resolutions are passed by both Houses annulling such Proclamation or ordinance, but without prejudice to anything previously done by virtue thereof or to the power of the Yang di-Pertuan Agong to issue a new Proclamation under Clause (1) or promulgate any ordinance under Clause (2b).）——《马来西亚联邦宪法》第150条第3款
2021年7月26日，在国会下议院召开的第一天，在野党议员不满政府没有将辩论仍然生效的紧急状态条例事宜纳入国会下议院议程，纷纷在国会下议院议会厅内搬出《马来西亚联邦宪法》第150(3)条文，要求联邦政府让国会议员辩论和表决联邦政府在紧急状态期间所颁布的紧急状态条例。岂料掌管国会与法律事务的首相署部长达基尤丁突然表示联邦政府早已在2021年7月21日就撤销所有联邦政府在紧急状态期间所颁布的紧急状态条例，因此国会无需对紧急状态条例进行辩论和表决。
在野党议员随后在查阅《联邦政府宪报》后发现紧急状态条例依然生效后开始质疑掌管国会与法律事务的首相署部长达基尤丁在议会厅内说谎。在野党议员也认为联邦政府的做法已涉嫌违宪，要求达基尤丁在议会厅内回答撤销紧急状态条例事宜是否已获得最高元首陛下御准，但被国会下议院议长阿兹哈阿兹占·哈仑以还未到该部长的质询环节为由阻止在野党议员质询达基尤丁，并要求议员在2021年8月2日的国会下议院会议才质询达基尤丁。2021年7月27日，在野党议员哥宾星以达基尤丁部长误导国会和言论涉嫌违宪为由，提呈动议要求国会下议院将达基尤丁移送至国会特权委员会处置。达基尤丁则在议会厅内表示他只会在星期一的国会下议院会议中回应此事。

#### 国家皇宫罕见发文告训斥联邦政府
由于存在可能违宪事宜，国家皇宫在2021年7月29日非常罕见地针对国会内发送的事件发表文告。国家皇宫在文告中表示，最高元首苏丹阿都拉对达基尤丁在紧急状态条例未经国会辩论和联邦政府没有取得御准之前，就自行在国会内宣布联邦政府已经在2021年7月21日撤回紧急状态条例，感到「非常失望」。该文告指出，联邦宪法第150（2b）条文同读的第150（3）条文明确规定，宣布和废除紧急状态条例的权力属于最高元首。国家皇宫的文告也表示达基尤丁表示不仅误导了国会议员，也没有尊重国家原则，同时违背了联邦宪法中规定的最高元首职能和权力。
|                                 | ……… 因此，在尚未得到陛下御准的情况下，政府在7月26日国会上宣布撤销所有紧急状态条例的声明，陛下感到非常失望。 ……… 陛下认为，政府在7月21日未经国会辩论下，仓促撤销紧急状态条例，以及在国会发表自相矛盾和误导性的声明，不仅违背了《国家原则》中尊崇法治原则，而且也违背了陛下身为最高元首被联邦宪法赋予的职能和权力。 |
| ——国家皇宫于2021年7月29日的文告 | |

国家皇宫文告也指出，达基尤丁和依德鲁斯·哈伦（总检察长）于2021年7月24日在线上觐见最高元首时已经同意，所有关于废除所有紧急状态条例将在国会上辩论。最高元首对两人没有实现此前所做出的这项承诺感到「非常失望」。最后，国家皇宫文告指出，在君主立宪制精神下，虽然联邦宪法第40（1）条文规定最高元首需要依据首相和内阁的劝告行使职权，但最高元首认为若有任何一方违反宪法，最高元首作为一国之首，有义务给予劝告与训诫，特别是「以最高元首的名义执行职能和权力的一方」。
由于国家皇宫发布这则文告时国会下议院正在议事，因此造成国会下议院掀起一阵的混乱，要求首相慕尤丁下台的呼声在下议院议会厅内不断发出。国会下议院也在国家皇宫发表文告后宣布紧急休会15分钟，之后更五度展延会议，最终宣布休会至2021年8月2日早上10点。

#### 联邦政府的回应
2021年7月29日晚上，首相办公室发表了一份文告表示，联邦政府在撤销紧急条例中所采取的行动都是有序，且符合法律和宪法。而首相在履行他的职责时，都是依据法律和宪法行事。文告中指出，联邦政府一直都遵循最高元首的谕令。首相办公室在2021年7月22日接到总检察署拟定的2021年紧急条例（撤销）草案，包括撤消所有由元首在紧急状态期间颁布的相关条例，并于2021年7月21日生效。在2021年7月23日，首相已经致函最高元首，向最高元首汇报内阁的议决，即不再继续落实紧急状态，并寻求陛下的御准。文告中也指出，联邦宪法第40（1a）条文阐明最高元首必须依据内阁的劝告行事，或在考量有关劝告后，接受并根据有关劝告行事。
|                                   | ……… 正如国家皇宫今日发表的文告，最高元首同意，陛下必须遵从联邦宪法第40条文所阐明的，接受并根据内阁的建议行事。 |
| ——首相办公室于2021年7月29日的文告 | |

首相办公室在文告中也表示，最高元首于7月24日召见首相署（国会和法律事务）部长和总检察长，以听取有关劝告作出详细解释。当国会下议院特别议会于2021年7月26日开始召开时，所有紧急状态条例都是依据联邦宪法第150（3）条文所规定，摆放在所有国会下议员的桌子上。最后，文告中指出，首相和总检察长也于2021年7月27日中午12时觐见最高元首，向最高元首解释。首相也向最高元首传达了政府的观点，即所有紧急条例不必由国会撤销，因为内阁已劝告最高元首撤销这些条例。

### 在野党议员步行到国会被镇暴队阻挡事件
2021年8月2日，因国盟政府宣布紧急状态而引发长达数个月的国会功能停摆后，包括希盟人民公正党主席安华·依布拉欣、国家诚信党主席莫哈末沙布、民主行动党秘书长林冠英、祖国斗士党主席敦马哈迪·莫哈末、沙民统主席马迪乌斯登敖、MUDA青年党创办人赛沙迪、砂拉越全民团结党代表巴鲁比安及独立议员新邦令金区国会议员马智礼等数十名反对派国会议员步行至国会。警察对此封锁通往国会大厦的道路，反对派议员与响应行动的示威者改为步行至拿督翁交通圈抗议，之后聚集在吉隆坡的独立广场，呼吁首相慕尤丁与内阁总辞，最终在安华代表全体议员发言后和平解散。
内政部长韩沙再努丁与卫生部长凯里·嘉马鲁丁经过讨论后，同意对8月2日出席吉隆坡示威的66名国会议员罚款3000令吉。

## 第四阶段：国民联盟失去政权倒台、國民陣线执政

### 国民联盟分裂
2021年8月3日，在国盟政府自行撤回紧急条例及最高元首罕见回应尚未同意撤销，并描述国盟此举「违宪」后，巫统主席阿末扎希联同10名巫统议员举行新闻发布会，宣布巫统最高理事正式撤回对慕尤丁担任首相的支持。巫统主席阿末扎希要求慕尤丁必须对他领导下的政府所表现出的所有失败和忤逆君主负上全责，辞职下台。同时声称已经向最高元首提呈足够的法定宣誓书，证明慕尤丁已经丧失议会多数议员的支持。在巫统宣布正式撤回对国盟政府支持的前一刻，巫统出身的能源及天然资源部长三苏安努亚以对党的忠诚为由，率先宣布辞去内阁部长职务，成为国盟政府第一位辞职的部长。
2021年8月4日，在巫统11名国会议员宣布撤回支持国盟政府后，首相慕尤丁展开新闻发布会，表示自己依然拥有多数议员支持，将在9月国会下议院展开的会议上提呈信任动议，证明自己依然是合法首相，而该提议已经被最高元首接受，也表明尽管迫于压力，但他不会辞职。他也不点名抨击一些巫统议员反对他是因为他拒绝干预司法。慕尤丁表示，他知道有人不满意要求他的某些要求，包括介入法庭事务，以宣告几名因刑事犯罪被起诉的人无罪，结果脱罪不成后，就向国盟发动政治总攻击。他指出这些人即是巫统议员中所谓的「法庭集团」。同日，巫统主席阿末扎希批评，首相慕尤丁宣称依然掌握多数支持是在说谎，强调国盟政府已经失去多数支持。阿末扎希发文告表示，国盟之前获得114名国会议员的支持，而阿末扎希本人已经在2021年7月30日向元首提呈了8封撤销支持慕尤丁的宣誓书，足以显示慕尤丁已经失去了多数议员支持。
2021年8月6日，因马来西亚最高元首同意国会下议院在9月复会，慕尤丁才能证明他是否掌握多数支持，暂时保住马来西亚首相一职。巫统副主席兼副首相依斯迈沙比里宣称31名国阵国会议员支持慕尤丁领导的国盟政府，表明阿末扎希的呼吁是巫统最高理会的决定，与代表国阵的党内议员无关，也抨击阿末扎希收集法定宣誓书呈交最高元首苏丹阿都拉的做法。因为元首早已经谕旨在国会交由议员表决定夺一切，因此巫统部分领袖在国会复会前试图拉倒政府的行径，就是忤逆元首。巫统分裂逐渐浮出台面，一派力挺首相慕尤丁执政，另一派领袖则响应党主席阿末扎希敦促辞去官职的号令，巫统妇女组主席兼巴力士隆国会议员诺莱妮辞去高教部长一职。
随着巫统发起的倒阁行动，辞去官委职位的巫统领袖如骨牌效应般蔓延。2021年8月7日，巫统浮罗山背区部主席沙希丹阿育（Headan Ayoob Hussain Shah），以及巫统最高理事会成员阿都拉·曼达兰（Abdul Rahman Dahlan）相继宣布辞去他们在国立大学的官职。同日，巴力国会议员尼扎·查卡利亚也宣布撤回对慕尤丁的支持。与此同时，希盟阵营的国会议员陆续透露，他们接获不知名人士的讯息，以部长职位和榴梿30令吉的价格（3000万令吉价钱的暗号，因榴梿发音接近million）来利诱他们跳槽支持国盟，并对此向执法机构投报。
2021年8月9日，为了力证首相丹斯里慕尤丁失去大多数支持，巫统曝光一份2021年7月29日至2021年8月3日签署的倒慕派信函，一共有14人签署宣誓书表明撤回对慕尤丁的支持，当中包括巫统元老东姑拉沙里、前首相纳吉·阿都拉萨、国会下议院副议长阿莎丽娜等等，并已将有关信函提交給最高元首。

### 争取议员支持失败、国盟政权倒台
2021年8月13日，在倒阁行动升级后，慕尤丁也释出橄榄枝，破天荒提出跨党派合作献议。慕尤丁傍晚透过电视直播发表特别演讲，强调由于新冠疫情严峻，加上没有任何一个政治势力能够证明掌握了议会多数支持、可以接替他任相，并在最短时间内成立新政府，因此他现阶段不会辞职。慕尤丁甚至向其他政党伸出橄榄枝，寻求首相信任动议表决时获得跨党派支持组政府，并提出七项跨党派合作献议和修改宪法以吸引反对派：
1. 所有朝野议员都会获得相同的年度拨款。
2. 广邀各领域人士及反对党领袖参与国家复苏计划。
3. 若在国会成功获得三分二的支持，将在国会提呈首相任期最多两届的修宪，及反跳槽法案。
4. 增加国会特别遴选委员会的数量，确保所有议员都扮演着制衡的角色。
5. 立即落实18岁投票自动登记选民政策。
6. 政府在提呈任何法案，都会先与议员们讨论后才提呈。
7. 认可国会反对党领袖的角色，给予国会反对党领袖与高级部长同等的待遇。

然而，包括希盟、巫统、斗士党等都拒绝，反指慕尤丁承认已经失去多数支持、必须辞职。并批评慕尤丁透过电视直播公然提出贿赂，公青团更为此投报反贪会。希盟主席理事会则广邀所有反慕尤丁的议员站在同一阵线，力挺希盟领导兼公正党主席安华为首相人选，并共商筹组新政府。
2021年8月16日，慕尤丁及内阁相关人员从上午12点20分左右陆续进入国家皇宫觐见国家元首苏丹阿都拉，向元首递交辞呈，并承认已失去国会议员多数支持，约40分钟后才离开王宫。下午3点，慕尤丁透过电视直播发表特别演讲表示他在国会下议院失去了多数议员支持，在宪法的规定下他必须辞去首相一职，而他所领导的内阁也已经解散。。
|                                               | 我本可以走简单的道路并牺牲我的原则来继续担任首相，但这不是我的选择。我不会与盗贼同流合污，也不会违背法律只为了保住相位。我永远不会成为盗贼集团的帮凶，为了继续掌权而破坏司法机构的独立性和搁置联邦宪法。老实说，我作为首相的工作并不光鲜，它带来了沉重的责任负担。在前所未有的健康和经济危机中，我领导了这个国家。与此同时，我在政治上不断受到威胁。我听到数百万马来西亚人的呼吁，他们希望我继续履行职责而不是辞职。然而，这项呼吁无法实现，因为我不再获得国会议员的多数支持。6年前，我被解雇了副首相职位，因为我拒绝就1MDB丑闻妥协，以捍卫自己的原则。 我奋斗了，我牺牲了，最后，上苍在我的斗争中帮助了我。我被委托作为首相来领导国家。 然而，今天注定是我担任首相的最后一天，我接受上苍的旨意。 |
| ——慕尤丁，2021年8月16日发表的视频谈话（汉译） | |

任命新首相之前，慕尤丁继续担任看守首相。

### 依斯邁沙比里担任马来西亚首相
依斯迈沙比里在获得国会下议院114名议员的支持下，于2021年8月21日在国家皇宫被最高元首苏丹阿都拉委任，并宣誓担任第9任马来西亚首相。國陣自第14届马来西亚下议院选举約三年五個月後，再度成為聯邦執政黨。

### 朝野政党签署备忘录合作
2021年9月13日，国阵执政联盟与希盟在野党首次搁置政治歧见，开创马来西亚政治历史的新里程碑。朝野主要政党于下午5时在国会宴会厅，签署首份马来西亚历史性跨党派合作《政治转型及稳定谅解备忘录》。所签署的谅解备忘录内容包括：
1. 加强冠病疫情计划；
2. 行政转型；
3. 国会改革；
4. 司法机构的独立性；
5. 《1963年马来西亚协定》；和
6. 启动「督导委员会」。

双方同意将这份为了恢复国家政治稳定、专注全力抗疫、恢复国家经济的备忘录内容大公开，以示透明。行动党组织秘书陆兆福澄清，双方合作，不代表希盟加入政府。
首相依斯迈沙比里当日代表大马联邦政府，与希盟成员党4名代表签署了这份谅解备忘录。他们是公正党主席安华、行动党秘书长林冠英、诚信党主席莫哈末沙布和沙巴民统主席马迪乌斯登敖。
首相相信，这能确保国家复苏以全面及包容方式前进。公正党方面则表明，即便签字合作，希盟依然是在野党，国会不会在2022年7月31日前解散，直到第14届马来西亚国会解散为止。
面对行动党组织秘书陆兆福以“两党还没准备好签署协议”的说辞，否认边缘化沙巴民兴党和祖国斗士党。沙巴民兴党青年团长阿兹加曼反击，希盟从谈判一开始就没有纳入沙巴民兴党，因此沙巴民兴党也没有必要对希盟唯命是从。

### 馬六甲州議會解散
2021年10月4日，由前马六甲首席部长依德里斯哈伦在内的4名国盟甲州议员宣布撤回对马六甲州首席部长苏莱曼·阿里的支持，理由是他们对苏莱曼的领导失去了信心。4人随后连同甲州希盟11名议员一起召开记者会，表示将寻求觐见州元首，讨论组织甲州新政府。巫统主席阿末扎希则敦促甲州巫统解散州议会，以举行州选举，还政于民，获得马六甲巫统的回应。
2021年10月5日，马六甲州议会正式解散。州元首莫哈末阿里在宪报上刊登同意苏莱曼解散马六甲州议会的建议。马六甲州政府随着进入看守政府的状态，由苏莱曼担任看守首长，并于60天内备战即将举行的州选举。各政党代表也无法与马六甲州元首莫哈末阿里会面。州元首政治秘书解释，自9月30日以来，莫哈末阿里在与COVID-19呈阳性患者有过密切接触后，一直进行自我隔离。依德里斯哈伦则表示拒绝巫统举行州选举的提议，引用2020年沙巴州选举后，COVID-19病例急剧增加的事件。

## 第五阶段：马来西亚国会解散，举行全国大选

### 解散国会
|                                                                                 | 谨此通知全马人民，我昨日已觐见国家元首苏丹阿都拉，获得陛下御准今日解散国会。根据联邦宪法第40（2）（b）和 第55（2）条文款，苏丹阿都拉陛下已根据陛下的酌情权批准了我的请求，因此第14届联邦议会即日解散。除了沙巴、砂拉越、马六甲和柔佛州政府以外的州政府首脑采取适当行动，与国会同步解散州议会，以确保选民无负担、民主进程顺畅及节省选举开销。同时，候选人提名日和投票日的日期以及其他相关事项的确定，均以选举委员会的决定为准。人民的使命是充当强力解药，让国家在第15届大选后展现政治稳定，建立强大、稳定和受人尊敬的政府。自国家独立以来，这项进程会以议会民主制和君主立宪制为政府基石。这次的解散，也是为了停止一直以来争论政府合法性、‘后门政府’和‘屋顶穿洞政府’的声音。希望人民能够行使自己拥有的权利，选出一个能够继续执行2023年大马一家财政预算案的政府，维持政治稳定，恢复和加强经济，继续秉持多元宗教、种族的和谐与团结。 |
| ——依斯迈沙比里于2022年10月10下午3点通过电视频道和社交媒体在全国直播的特别公告。 | |

2022年10月，由依斯迈沙比里领导的政府受到执政联盟部分派系越来越大的压力，其中由巫统极力推动，试图利用近期有利于该党的形势，并避免在越来越多的选民对经济状况感到沮丧时变得越来越不利于民意调查情况下，要求提前举行全国选举。希盟和国盟拒绝在2023年之前解散州议会的呼吁，坚称只有在年底洪水消退后，才能举行民意调查。不过依斯迈沙比里无视反对声音，依然在会见国家元首苏丹阿都拉后于10月10日宣布解散国会。
国家元首苏丹阿都拉对于国会解散的情况表示感到失望，但也强调一个强大的政府对于保障政治稳定和经济持续繁荣对于国家和人民的福祉至关重要。
依斯迈沙比里坦承，国盟12位部长向国家元首致函拒绝提前选举的行为损害了内阁的和谐，而身为政府一份子的国盟主席慕尤丁也因经济问题批评政府，从而削弱了执政联盟的团结精神是解散国会的原因。他对此向国家元首批准解散议会以建立更稳定的政府。

### 州政权解散
在依斯迈沙比里宣布解散国会后，他敦促各州政府解散其州议会，以迎接60天后举行的全国选举。不过他建议，沙巴、砂拉越、马六甲和柔佛不必解散州议会，因为4个州属已在近期举行了州选举。希盟与伊斯兰党表示不会要求解散其管理的州议会，而是让他们完成全部任期。
由伊斯兰党旗下的吉兰丹、登嘉楼和吉打维持不解散州议会的决定。伊党主席哈迪阿旺于10月13日表示，伊党将根据全民共识的原则，加强与国盟的合作，以面对第15届全国大选。
由国阵领导的彭亨州、玻璃市和霹雳州解散了各自的州议会。彭亨州于10月14日率先同意解散州议会，以迎合即将举行的全国选举。彭亨州务大臣旺罗斯迪表示，此举是为了避免国会与州议会在短期內进行二次选举所导致的劳民伤财。随后，玻璃市州务大臣阿兹兰曼也宣布解散州议会，即日生效。10月17日，霹雳州州务大臣沙拉尼宣布已获得州苏丹的批准而解散州议会。
希盟最高领导层决定推迟解散槟城、森美兰和雪兰莪州议会的决定。民主行动党秘书长陆兆福于10月15日表示，槟城州议会将根据希盟理事会会议的决定，直到明年才能解散。同时，希盟维持不解散森美兰、雪兰莪和槟城州议会的决定，以避免出现可能造成希盟不团结的情况。

## 第六阶段：希望联盟重新执政

### 大选出现悬峙国会，安华被委任组织团结政府
2022年11月19日，第15届大选的结果在马来西亚历史上首次导致悬峙议会，没有任何联盟获得足够的席位来组建下一届政府。虽然由慕尤丁领导国盟的伊斯兰党在选举中赢得了单个政党的最多席位，但由安华·依布拉欣领导的希望联盟在下议院赢得了联盟的最多席位。時任首相依斯迈沙比里领导的国阵则在联盟的议席排名第3，与砂拉越阿邦佐哈里领导的砂拉越政党联盟被视为下届政府的造王者。
选举结束后，安华的希盟主席与慕尤丁的国盟领导人皆声称拥有足够的多数票可以被任命为首相，党员和党领袖之间随着展开谈判，以确定是否有一位领导人能够赢得大多数国会议员的支持。之后几天，主要政党阵营在各自的立场上陷入混乱；希盟与国盟就组建联合政府的建议形成势不两立，双方皆不愿接受对方；国阵在选择支持希盟和国盟，或选择当在野党的决定上产生分歧；砂拉越政党联盟与沙巴人民联盟原本支持慕尤丁任相，但后来改变了主意。
在选举结果尚无定论后，国家元首苏丹阿都拉给予所有政党领导人和联盟领导人一个截止日期，即2022年11月21日星期一下午2点，向国会下议院议长阿兹哈哈伦提交他们首选的首相人选。然后，截止日期进一步延长24小时，直至2022年11月22日星期二。国阵在11月22日宣布，他们不会支持希盟或国盟组建联合政府。国家元首随后在审查提交至皇宫的首相人选后，发现「没有国会议员获得过半数支持出任首相」。国家元首于11月23日召见安华和慕尤丁，以了解他们对首相人选的意向。
会面结束后，慕尤丁表示拒绝国家元首提议希盟和国盟联手组建联合政府的提议，强调国盟「不会与希盟合作」。他出示向皇宫提交的115份法定声明，表明他获得了组建政府的多数支持，并抱怨不明白为何不获的同意。慕尤丁后来证实，曾有10名国阵国会议员向他表示支持，但他们最后改变了主意。国阵对此指责国盟暗中窃取国阵国会议员签署法定宣誓书。
与此同时，安华承认首相人选尚未确定，表示有信心能够及时获得其它国会议员的支持。另一方面，国家元首向国阵下达了谕令，要求该阵营放弃担任在野党的立场，加入组成联合政府的一员。
国家元首也会见了砂盟的领导人。苏丹阿都拉在对砂盟与国盟的合作表示不满后，砂盟表示将选择权交予国家元首决定。原本与砂盟在支持国盟上保持一致的沙巴人民联盟之后也改变主意。沙盟主席哈芝芝诺表示，该联盟服从并尊重国家元首要求组建一个团结政府的愿望。然后，国阵也宣布遵从国家元首颁布的谕令，与希盟组建一个团结政府。
2022年11月24日，在经过上午11点召开的马来统治者特别会议后，马来西亚最高元首任命安华为马来西亚下任首相人选。安华随后在下午5点前往国家皇宫宣誓就职，在接受最高元首苏丹阿都拉的委任后，正式担任马来西亚第10任首相。

## 马来西亚州政权变动

### 砂拉越州政权
砂拉越政党联盟分别由四个成员党组成，分别是土著保守联合党(PBB)、砂拉越人民党(PRS) （页面存档备份，存于）和马来西亚民主进步党(PDP)、砂拉越人民联合党(SUPP)。这四个成员党原本都是砂州国阵成员党，在2018年马来西亚大选国阵倒台后，四党宣布退出国阵，组成亲希盟的政党联盟。
砂拉越政党联盟在国会中握有18席国会议席，分别是(土著保守联合党(PBB)，13席）、(砂拉越人民党(PRS) （页面存档备份，存于），3席）和(马来西亚民主进步党(PDP)，2席）、(砂拉越人民联合党(SUPP)，0席）。
2月29日，砂拉越州最高首长阿邦佐哈里表态支持丹斯里慕尤丁任相，砂拉越政党联盟加入支持慕尤丁的「国民联盟」，使慕尤丁获得砂拉越政党联盟的18名国会议员加持，成功凑足114票，是让慕尤丁登上首相宝座的关键。砂拉越政党联盟因此成为首相职位的造王者。
砂拉越政党联盟强调，该联盟是以「政治盟友」的身份加入了中央内阁，本身不会加入国民联盟阵营，并采用“国民联盟+砂政党阵线”的模式。

### 柔佛州政权
柔佛州议会共有56个州议席。2018年马来西亚大选中，希望联盟掌握39席，分別是民主行动党14席、人民公正党5席、国家诚信党9席，及土著团结党8席，之后3名巫统州议员跳槽希望联盟，促使土著团结党掌握11席。国阵和巫统各別掌握17席，之后3名议员跳槽，只剩下14席。国大党2席、伊斯兰党1席。
2018年马来西亚大选后，柔佛州希望联盟上台执政。10名州行政议员中，行动党分得4席、人民公正党2席、土著团结党2席、国家诚信党2席。
2020年2月21日，土著团结党宣布退出希盟。土著团结党与国阵及伊斯兰党组成执政联盟，使朝野形成28席对28席的悬峙情况。
2020年2月27日，柔佛苏丹依布拉欣·伊斯迈召见56名州议员，了解他们支持希望联盟或新联盟，在一名希盟议员和一名土团党议员的缺席下，加上一名人民公正党议员表态支持新联盟，柔佛州希望联盟州政府以26对28票倒台。国阵、巫统、伊斯兰党及土著团结党组成新联盟政府。希望联盟在柔佛州的政权首先倒台。
2020年2月28日，哈斯尼担任第18任柔佛州务大臣并举行第18任柔佛州务大臣宣誓仪式。
2022年1月22日，柔佛苏丹依布拉欣·依斯迈召见柔佛州务大臣哈斯尼讨论关于柔佛州解散州议会的事项并御准解散第14届柔佛州议会。柔佛州议会停止运转和解散并举行2022年柔佛州选举。
2022年3月12日，国民阵线继续执掌柔佛州政权。国阵总共在56个州议席中获得40席，超过2/3的修宪门槛。其中巫统更赢得33席，甚至足以单独执政。希盟则仅得12席，分别是行动党10席、诚信党与公正党名1席，合作伙伴的统民党（青年党）则获得1席。国盟则是由土团党赢下2席和伊斯兰党1席。

### 马六甲州政权
马六甲州议会共有28个州议席，其中希盟掌握15席，分别是行动党8席、公正党3席、诚信党及土团党各2席。国阵巫统掌握13席。
2020年2月24日，土团党宣布退出希望联盟，使得希盟在马六甲州的政权随时变天。
2020年3月2日，马六甲州巫统已取得多数议席，取得马六甲州政权，将成立国民联盟政府。马六甲州共有28个州议席，希盟拥有的15个议席因2名土团党、1名民主行动党和公正党议员加入巫统阵营，马六甲州巫统联委会主席拿督阿都拉勿宣布以取得17席的过半议席，将从巫统的13席及土团党的2席州议员中，选出新任马六甲州首长。
2020年3月4日，2名土团党议员与巫统在新任首长的人选上产生意见分岐，巫统联委会主席拿督阿都拉勿即日宣布终止2人加入新联盟的合作关系，巫统仍维持拥有15个州议席的优势。
2021年10月4日，马六甲州政权相隔19月后再次变天，4名国盟甲州议员（2名巫统议员、1名土团党议员与1名独立人士）宣布退出国盟，同时撤回对马六甲州首席部长苏莱曼·阿里的支持，使巫统在28个州议席中仅获得13个席位，希盟则重获15个州议席的多数议席。甲州希盟议员随后连同4名国盟议员召开记者会，表示将寻求觐见州元首，讨论组织甲州新政府。巫统主席阿末扎希则主张解散甲州议会举行州选举，以还政于民
2021年10月4日，马六甲州元首莫哈末阿里同意批准苏莱曼解散马六甲州议会的建议正式解散州议会并举行2021年马六甲州选举。
2021年11月20日，国阵赢得21席，分别是巫统18席、国大党1席、马华公会2席，在州议会掌握逾三分之二优势，重新赢得马六甲州政权。希盟则仅得5席，分别是诚信党1席、行动党4席。国盟则是由土团党赢下2席。共有三个政党全军覆没，即公正党、伊党与民政党，独立人士也全部败阵，共有34名候选人失去按柜金。

### 霹雳州政权
霹雳州议会共有59名州议席，希盟掌握30个州议席，分别是行动党18席、公正党4席、诚信党6席与土团党2席，巫统25席、伊斯兰党3席和独立人士1席。2月24日，土团党宣布退出希盟后，并未加入巫统伊斯兰党阵营，使朝野形成希盟28席对巫伊28席的悬峙情况。
2020年3月9日，希盟在霹雳州的政权宣布倒台。希盟因1名公正党议员和独立人士宣布加入土团党后，土团党原任霹雳州务大臣拿督斯里阿末法依扎带领4名议员宣布与巫统及伊斯兰党合作，国民联盟取得霹雳州32个多数议席。同日下午，希盟再有3名州议员宣布退出各自的政党，以独立人士的身份支持国民联盟新成立的霹州政府，阿末法依扎也继续担任霹雳州务大臣。
2020年11月18日，巫统孟加兰峇鲁州议员拿督阿都马纳就提呈对霹雳州务大臣阿末法依扎的信任动议，该动议被列在霹雳州财政预算案后才被辩论。
2020年12月4日，霹雳州州议会复会后，原本被列入州议会最后一项议程的对霹雳大臣信任动议，在45名朝野州议员表态后，提前为首项议程。在巫统24票和希盟24票，总共48票不支持对10票支持和1张废票下，通过了拒绝接纳霹雳州务大臣阿末法依扎的动议，阿末法依扎与州行政议员同日宣布总辞。

### 吉打州政权
吉打州议会共有36个州席，希盟握有19席、分别是公正党7席、诚信党4席、行动党2席、土团党6席，其中伊党15席，巫统2席。
2020年2月27日，吉打州务大臣慕克里·马哈迪宣布自己取得另外吉打州18名来自希盟及土团党州议员的一致支持，得以保住吉打大臣一职，而吉打州政府是希盟及土团党组成的联合政府，使朝野形成了19席对17席的情况。
2020年5月12日，两名亲阿兹敏派系的公正党议员，分别为阿兹曼·纳斯鲁丁和林桂亿医生宣布退出安华领导的公正党，以独立议员的身份，支持慕尤丁领导的国民联盟，使希盟与巫伊阵营的国州议席票数反转。伊党随后召开记者会，声称已再获得土团党4名议员的支持，掌握23席多数议席，慕克里则掌握13席，吉打希盟政权倒台。
2020年5月14日，吉打36名国州议员觐见吉打苏丹苏丹沙烈胡丁，并呈交23名国州议员签订的法定宣誓书与吉打州务大臣人选名单。
2020年5月17日，慕克里辞去州务大臣职务，由伊党莫哈末沙努西接任州务大臣职位，吉打希盟政权正式倒台。

### 沙巴州政权
沙巴州议会共有65名州议员，以民兴党为首的执政党握有43席，即民兴党31席、民统党4席，希盟行动党6席和公正党2席。土团党宣布退出希盟后，国民联盟握有17席，分别是土团党9席、团结党4席、立新党3席和巫统1席。
另有5位沙巴官委州议员，分别来自民兴党2位、民统1位、行动党1位及1独立议员。
2020年6月1日，沙巴立新党呼吁其它政党与国民联盟合作，共同组成新联盟推翻由沙菲益阿达领导的民兴党沙巴州政权，改为成立新沙巴团结政府。沙巴国民联盟此后积极拉拢沙巴希盟国州议员倒戈，为第一次企图推倒沙巴政权行动的先声。
2020年6月11日，沙巴前首长慕沙阿曼重返沙巴后，成为沙巴国民联盟的领导者，与沙菲益展开政治对立。
2020年6月16日，沙巴民统党两名州议员宣布退党，改以独立州议员的身份，支持慕尤丁领导的国民联盟。民统党原本有4席，如今剩2席。截至2020年6月16日，希盟与国盟在沙巴州议席的票数是41席对19席，希盟依占有2/3州议席的优势。
2020年7月21日，沙巴州政局盛传慕沙阿曼已经掌握或接近拥有多数沙巴州议员的支持，之后更宣称已有14至16名州议签署法定宣誓书。
2020年7月24日，沙巴民兴党对此反驳谣言，沙菲益阵营内的议员也在随后日子陆续否认签署法定宣誓书，表明支持沙菲益领导的沙巴政权，第二次企图推倒沙巴政权行动宣告失败。
2020年7月29日，慕沙阿曼声称自己已获得沙巴65名州议员中的简单多数议员支持，将成立新联盟执政沙巴政权。慕沙阿曼声称新联盟成员包括沙巴巫统、土团党、沙巴立新党、沙巴团结党，以及沙巴人民团结党，但沒有透露所掌握的人数。沙菲益则对此反驳，指本身也获得简单多数议员支持。沙菲益之后在当晚和隔日二度拜会州元首敦朱哈，慕沙阿曼则迟来一步，被拒绝接见。
2020年7月30日，沙巴州元首敦朱哈宣布批准沙菲益解散沙巴州议会的建议，正式颁布宪报，解散州议会，沙巴州政府则进入看守政府状态，沙菲益担任看守首长，并于60天内备战即将举行的州选举。
2020年9月26日，首相慕尤丁领导的沙巴人民阵线（沙盟）在沙巴州选举中赢得38个州席，超过37席的执政门槛，赢得沙巴州执政权。而寻求蝉联执政的沙巴民兴党阵营只拿下32个议席，未能守住州政权。独立人士则拿下三席，并宣布支持国盟政府。

## 影响

### 政府要职和政府机关的变动
希盟政府执政时期，曾以政治委任数名法律界人士担任政府要职，任期一般为2年。受到2020年－2022年马来西亚政治危机的影响，政府机构高级官员职位也有所变动。
2020年2月，原定2020年6月届满退休的马来西亚总检察长丹斯里汤米托马斯向最高元首要求缩短服务任期，最高元首阿都拉根据宪法条文后准许提出的要求。
2020年2月28日，汤米托马斯宣布辞职。
2020年3月6日，联盟法院法官依德鲁斯·哈伦被委任为新任马来西亚总检察长。
2020年3月2日，马来西亚反贪污委员会主席拉蒂花向马来西亚首相慕尤丁提交辞呈。
2020年3月6日，马来西亚反贪污委员会主席拉蒂法宣布辞职。拉蒂法是2019年6月取代提早卸任的前反贪污委员会主席拿督斯里苏克里的职位，原定2021年6月期满。
2020年3月9日，马来西亚反贪污委员会主席拉蒂法的职位由反贪污委员会副首席专员拿督斯里阿占峇基接替。

#### 立法机关
2020年7月13日，马来西亚国会下议院议长莫哈末阿里夫在第八任首相慕尤丁提呈的撤换国会下议院议长的动议成功以111票对109票成功通过后，由阿兹哈阿兹占·哈仑在一片争议声中接任国会下议院议长职位。副议长倪可敏随即宣布辞职，由阿莎丽娜接任副议长职务，成为马来西亚首位女性国会下议院副议长。

### 2020年－2022年马来西亚政治危机的马来西亚社会影响
2020年3月，政治危机后的国民联盟政府并未及时推出应对2019年新型冠状病毒肺炎的政策。并间接导致了接下来于2020年吉隆坡大城堡清真寺冠状病毒病聚集性疫情的新一波群聚感染和多名政府高官也相继感染2019年新型冠状病毒肺炎。
2020年9月26日，2020年沙巴州选举导致马来西亚国内新冠肺炎确诊病例暴增，大多数新增病例都来自沙巴和吉打。慕尤丁内阁数名部长也证实确诊，确诊的部长也曾经到沙巴助选。
2020年10月6日，马来西亚首相慕尤丁承认，2020年沙巴州选举许多人并未遵守当局规定的竞选标准作业程序，是导致马来西亚确诊病例增加的主要原因之一。

### 人民公正党影响

#### 公正党高层被袭击事件
2020年3月1日，人民公正党在槟城总部举行商讨政变措施的会议期间，公正党副主席蔡添强、雪兰莪州务大臣阿米鲁丁沙利、公正党槟州行政议员阿菲夫巴哈鲁丁及巴生港口州议员阿兹米占被指与叛变的阿兹敏阿里有联系，遭到安华支持者和党员包围辱骂。4人在离开公正党总部时，被一众人围堵指责是「叛徒」，其中蔡添强在上车离开之际更被人袭击。警方其后透露，与袭击蔡添强事件有关的一人已被捕。

#### 退出与清党行动
自从2020年2月政治危机开始以来，人民公正黨的许多基层成员宣布脱离该党。2月26日，人民公正党的三名吉兰丹分支机构的领导人宣布，他们将在党副主席阿兹敏阿里和祖莱达被解职并被开除后离开公正党。2月28日，巴西富当分支机构的大约2,000名成员离开党，表示对党的领导感到失望。3月1日，来自亚庇分支的536名成员也退出了该党，理由是他们不再相信该党的方向。另外，在槟州也有逾3000名党员宣布集体退党。3月2日，再有逾200人退出槟城公正党。霹雳州公正党同日也有400名公正党成员宣布退出党。3月12日，柔佛峇株巴辖逾500名公正党员宣布退出党。3月15日，来自玻璃市分支机构的500名成员宣布退出人民公正党。退出的成员一致表示对安华·依布拉欣领导下的人民公正党已经失去了信心，认为该党已经失去了对国家建设的关注，而只着眼于向该党主席安华的权力移交。
人民公正党随即展开经时2年清算行动，进一步加剧的分裂。清算行动也是导致马来西亚各州属的国州议员倒戈国民联盟的原因之一。截止2022年5月，共有1万1000名党员离开公正党。

### 股市影响
2020年2月24日，受到2020年－2022年马来西亚政治危机和马哈迪宣布辞职的影响，马来西亚富时综指股市跌至自2011年12月以来，逾9年来的最低点。当日以1501.47点开盘后，收窄跌幅至1510.42点，过后不敌卖压，急速下挫至全天最低的1486.71点，跌失1500点大关。之后午盘交易价格上涨0.78％，最终以1490.06点结束当日交易，全天倒退41.14点或2.69%，在东南亚中跌幅仅次于泰国。

### 颁布紧急状态令余波
2020年10月25日，马来西亚最高元首苏丹阿都拉宣布停止一切干扰国家行政稳定的政治活动的文告后，引起马来西亚国内多个马来西亚联邦宪法组织发文表态，质疑苏丹阿都拉拒绝马来西亚首相慕尤丁颁布紧急状态建议是否违反了马来西亚联邦宪法，对此入禀高庭寻求法庭裁定马来西亚最高元首的决定是否违反了马来西亚联邦宪法。
2020年10月30日，马来亚大学新青年组织在其华语和英文网页发表文告，表示「马来西亚联邦宪法阐明，马来西亚最高元首无需在马来西亚首相与马来西亚内阁的建议下，只能在3个事项中行使自己的职权，当中包括委任获得马来西亚国会下议院多数议员支持的人选为马来西亚首相、拒绝解散国会的请求及召开马来统治者会议。」。之后在咨询数名马来西亚联邦宪法专家的意见后，新青年组织迅速撤回了文告。但遭到多方指责和抨击前者对马来西亚最高元首“无礼”（biadab），并形容他们是倾向行动党的华裔学生组织，引起轩然大波。前首相纳吉也前来抽水，揶揄马大新青年为何如此快速删除了专页。
2020年11月3日，马大新青年重启脸书发表3大声明，重申马来西亚最高元首勿介入国家事务的立场，并不排除通过法律途径挑战马大校方的对付行动。马大新青年组织期间受到马来亚大学的打压，其成员也接获恐吓讯息和骚扰电话。主席叶纹清、副主席陈立妍和前主席黄彦铬等人之后也被警方援引《1948年煽动法令》及《1998年通讯与多媒体法令》传召调查。主席叶纹清解释发表《马来西亚最高元首不该干预国家事务》的帖子是遭到一些别有用心的人扭曲和污蔑，并迅速在网络传播引发了争议。
国内部分学运与公民团体对此支持马大新青年组织，呼吁校方停止任何针对马大新青年的纪律处分，并表示马来西亚联邦宪法之下人人平等，言论自由应受到保障。几个非政府组织除了谴责有关当局针对马大新青年成员的恐吓战术和骚扰行为之外，也呼吁有关当局停止针对学生的调查和质疑，以维护学术自由以及马来西亚联邦宪法所赋予的言论自由。民主行动党则批评警方是选择性执法，表示上议院议长莱士雅丁、土著权威党和数个宪法组织也有发文批评马来西亚最高元首，更将马来西亚最高元首干涉政治一事入禀法庭，但却沒有受到调查，认为警方和国盟政府只对付学生的执法明显都具有双重标准和濫权的行为。

### 修憲禁止跳槽
政治危機後，馬來西亞社會已有高度共識採取修憲，藉由法律規範禁止議員跳槽。2022年7月28日，馬來西亞下議院以209票支持、無人反對下，一致通過《2022年憲法（修正）（三）法令》，限制國會議員在當選後更換政黨的權利，以維持政局穩定；如果跳槽或更換黨籍將自動喪失國會議員資格，需要重新選舉。

## 反應

### 马来西亚国内情况
2020年3月1日，以拯救大马委员会（Demonstrasi Selamatkan Malaysia）发起「拯救大马，拒绝叛徒」的示威集会，要求还政于民。由数十名社运分子和民众聚集在独立广场，参与者包括净选盟成员，马哈迪·莫哈末的长女玛丽娜·马哈迪、知名人权律师西蒂卡欣等，提出要求解散国会、重新进行全国大选、继续提控前朝涉贪者、维护人权等各项诉求。马来西亚皇家警察称该集会未获警方批准举办，有数名相关人士已被传召问话。
2020年2月29日，国大党前主席三美威鲁在推特发文说：“最终，今晚2020年2月29日真正的输家是人民。”他在推文也向马来西亚人民致歉，并指他为马来西亚就此感到伤心。

### 东盟人权组织呼吁解除危机
2021年2月16日，马来西亚颁布紧急状态之后，来自东盟国家的泰国，菲律宾，东帝汶，柬埔寨，印尼，缅甸和新加坡「东盟人权议员组织」的90名现任国会议员和前国会议员发表联合声明，敦促马来西亚首相慕尤丁、马来西亚最高元首苏丹阿都拉和下议院议长阿兹哈哈伦尽快重开国会，以确保马来西亚政府在颁布紧急状态后，必须确保相关措施短暂但足以应对危机，同时得到立法和司法监督，并且不被用来针对个别群众。并认为，马来西亚国会复会有助于确保施政透明、检讨紧急状态措施、保护人权和参与制定重大政策，以避免紧急状态措施遭滥用。
马来西亚人权与宣传中心（CENTHRA）随着批评90位东盟人权议员违反东盟的不干涉原则，敦促发表联合声明的议员立即撤回对马来西亚最高元首的呼吁，并以干涉马来西亚的内政向马来西亚人民和东盟国家公民道歉。巫统主席阿末扎希对此表示，希望这90名国会议员，不要只关注马来西亚的民主课题，也可留意下发生军事政变的东盟国家。
土著团结党最高理事会成员莫哈末·拉菲克发表反对外国政要干预国家内政，并批评国内反对派和现任东盟人权组织主席查尔斯圣地亚哥等政客喜欢把外国干预带入国内，建议相关人士可以持不同意见，但不要将国家典当给外国政客。查尔斯圣地亚哥随着反驳「执政党不应提出毫无根据的外国干涉主张，而应确保议会能够尽可能有效地行使职能，并且所做出的决定可以帮助在这场毁灭性的2019年新型冠状病毒肺炎疫情大流行中保护人们的生命。」

### 2020年－2022年马来西亚政治危机相关链接
- 马来西亚政府
- 馬來西亞政治
- 馬來西亞政黨列表
- 馬來西亞國會
- 马来西亚总理署
- 马来西亚内阁
- 马来西亚上议院
- 马来西亚下议院

### 相关人物
- 马来西亚第14届国会议员列表
- 马来西亚第15届国会议员列表
- 马来西亚最高元首
- 马来西亚首相
- 马来西亚副首相
- 马来统治者
- 马哈迪·莫哈末
- 第七次马哈迪内阁
- 穆希丁
- 慕尤丁内阁
- 伊斯迈尔沙比里
- 沙比里内阁
- 安华·依布拉欣
- 安华内阁

### 相关选举
- 2018年马来西亚大选
- 2022年马来西亚大选

### 相关事件
- 烈火莫熄
- 2020年沙巴州选举
- 2021年砂拉越州选举
- 2021年马六甲州选举
- 2022年柔佛州选举
- 2022年霹雳州选举
- 2022年彭亨州选举
- 2022年玻璃市州选举